# Église Saint-Martin de Ryes
Pour les articles homonymes, voir Église Saint-Martin.
L'église Saint-Martin est une église catholique   située dans le département français du Calvados, sur la commune de Ryes, en France.

## Histoire
D'après Wace, dans le Roman de Rou, Hubert de Ryes rencontre le futur Guillaume le Conquérant en 1047 devant la porte de son château, non loin de l'église,. Ce fait est également rapporté par Benoît de Sainte-Maure, dans la généalogie des ducs de Normandie. Des armoiries, représentées en plusieurs endroits de l'église, rappellent que la moitié de Ryes a été donnée par les seigneurs du lieu à l'abbaye bénédictine de Fécamp. Deux curés, l'un nommé par l'Abbaye Sainte-Marie de Longues depuis 1182, l'autre par l'Abbaye de la Trinité de Fécamp, étaient donc à la tête de la paroisse et officiaient tour à tour.
L'église Saint-Martin date du XIe siècle. Mais la nef et le clocher sont reconstruits au début du siècle suivant, et le chœur vers les années 1200. L'église subit ensuite de nombreuses reconstructions partielles du XVe au XVIIIe siècle.
La chapelle sud est reconstruite en 1628 par Jacques André, seigneur de Sainte-Croix, patron de l'église par son mariage avec la fille du seigneur de Ryes, pour y placer le gisant de son épouse Marie Davot. Son propre monument y est également déposé à son décès en 1637. Les deux gisants sont confiés au musée du Baron Gérard à Bayeux en 1840,.
Au XIXe siècle l'architecte Alphonse Delauney restaure le chœur et la façade ouest et reconstruit les deux chapelles,
Les fenêtres de la nef, détériorées au cours de  la seconde guerre mondiale, ont été provisoirement obturées par des châssis en bois garnis de verre épais. Elles n'ont été réparées et garnies de vitraux qu'en 1965[réf. souhaitée].
L'église subit des profanations en 1906, 1998 et 2000[réf. souhaitée].
Elle est classée aux monuments historiques en 1840.

## Architecture
Édifice de petite dimension, sa longueur n'excède pas 32 m sur 7,50 de hauteur sous la voûte du chœur et 19 m par le clocher[réf. souhaitée].

### L'extérieur
L'église est en forme de croix latine. La nef accostée de bas-côtés est séparée du chœur par une travée sous le clocher central. Une chapelle s'ouvre sur chaque face latérale de la tour.
La nef, qui comprend quatre travées, a été construite dans les deux premières décennies du XIIe siècle. Mais les bas-côtés et les parties hautes ont été reconstruits dans la deuxième partie du XVIIIe siècle, .
La façade occidentale a été entièrement refaite entre 1848 et 1849 en style roman. Des têtes plates et des frettes crénelées ornent l'archivolte du portail. En dessous le tympan représente le Christ symbolisé par un agneau couché sur la croix et sur le Livre des sept sceaux.
La tour romane est percée de fenêtres géminées sur ses quatre côtés. Ce n'est qu'au XVIe siècle qu'elle est coiffée d'un toit de pierre en bâtière percé de deux lucarnes, un des modes de couvrement des clochers adopté dans la région jusqu'au XVIIe siècle. Son pignon ouest porte les armoiries de l'abbaye de Fécamp . L'autre pignon  porte celles, très abimées, d'une des familles seigneuriales de Ryes.

Le chœur de la fin du  XIIe ou début  XIIIe siècle est composé de quatre travées rythmées par des contreforts. Une corniche à modillons orne les deux murs gouttereaux.
Côté sud les fenêtres en arc brisé sont encadrées de fines colonnettes couronnées par plusieurs tores  Le tympan du petit  portail muré qui donnait accès à la première travée du chœur est orné d'une représentation, sous un arc trilobé, de Saint Martin assis entre deux personnages prosternés.
Côté nord le mur est moins ouvragé. Une simple rangée de voussoirs accompagne l'arc brisé des baies.
Les chapelles sont munies de corniches et de fenêtres copiées sur celles du mur sud du chœur
Une excroissance insolite dans le mur de la sacristie s'explique par le fait qu'on a modifié le mur pour faire de la place au système tournant du chasublier. Ce meuble permet de garder les chasubles à plat.

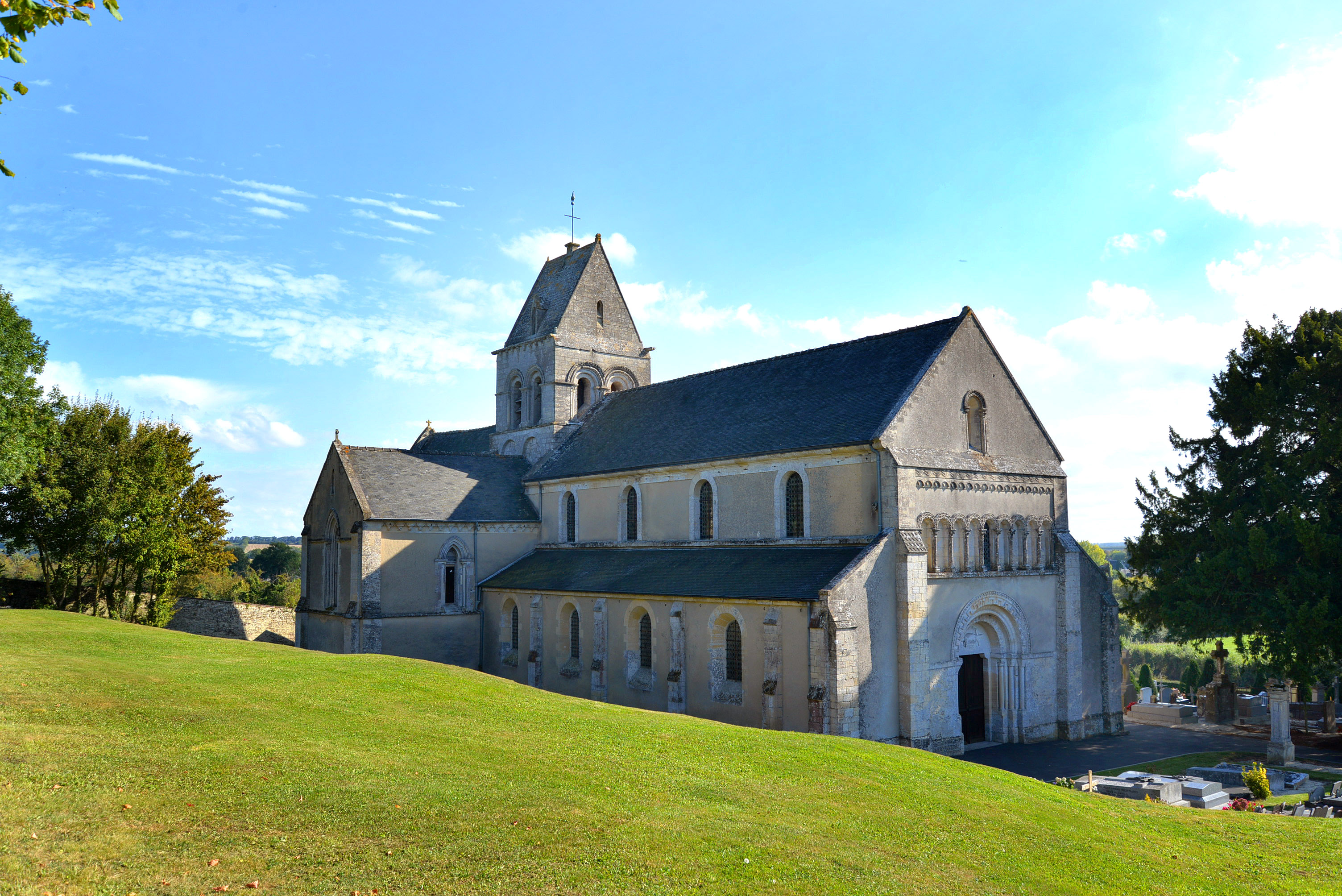
Vue nord-ouest.
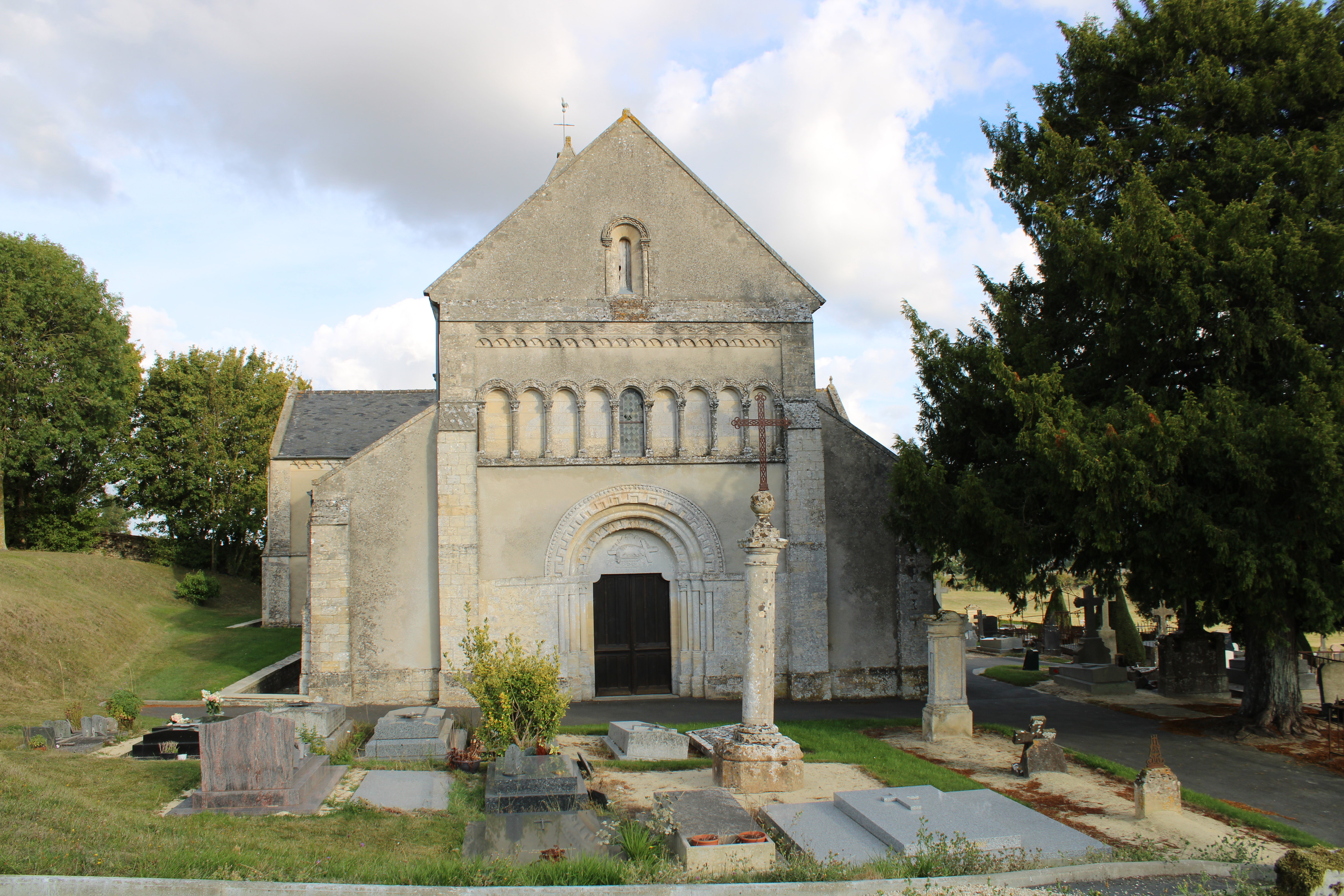
Façade occidentale.
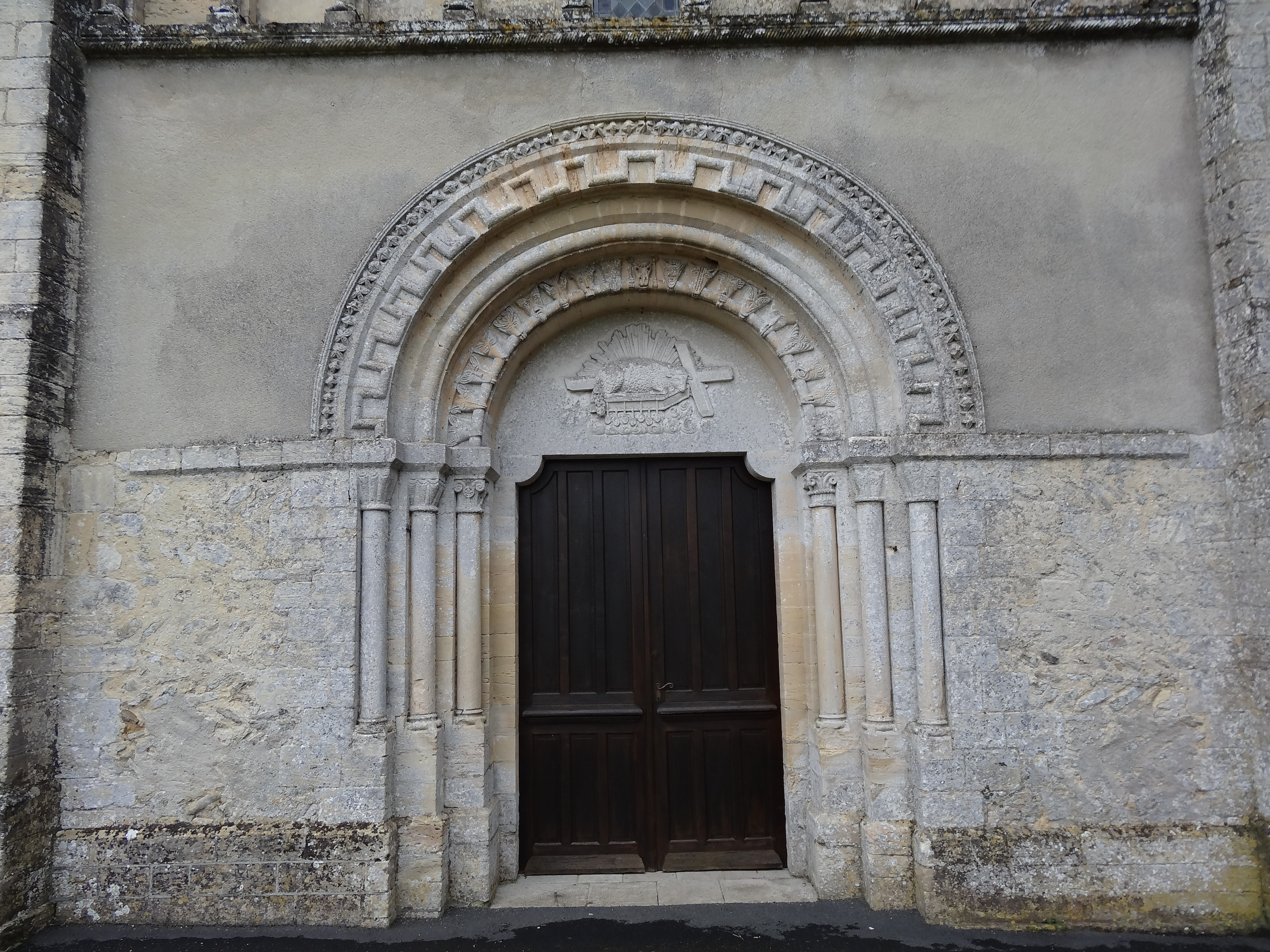
Portail occidental.
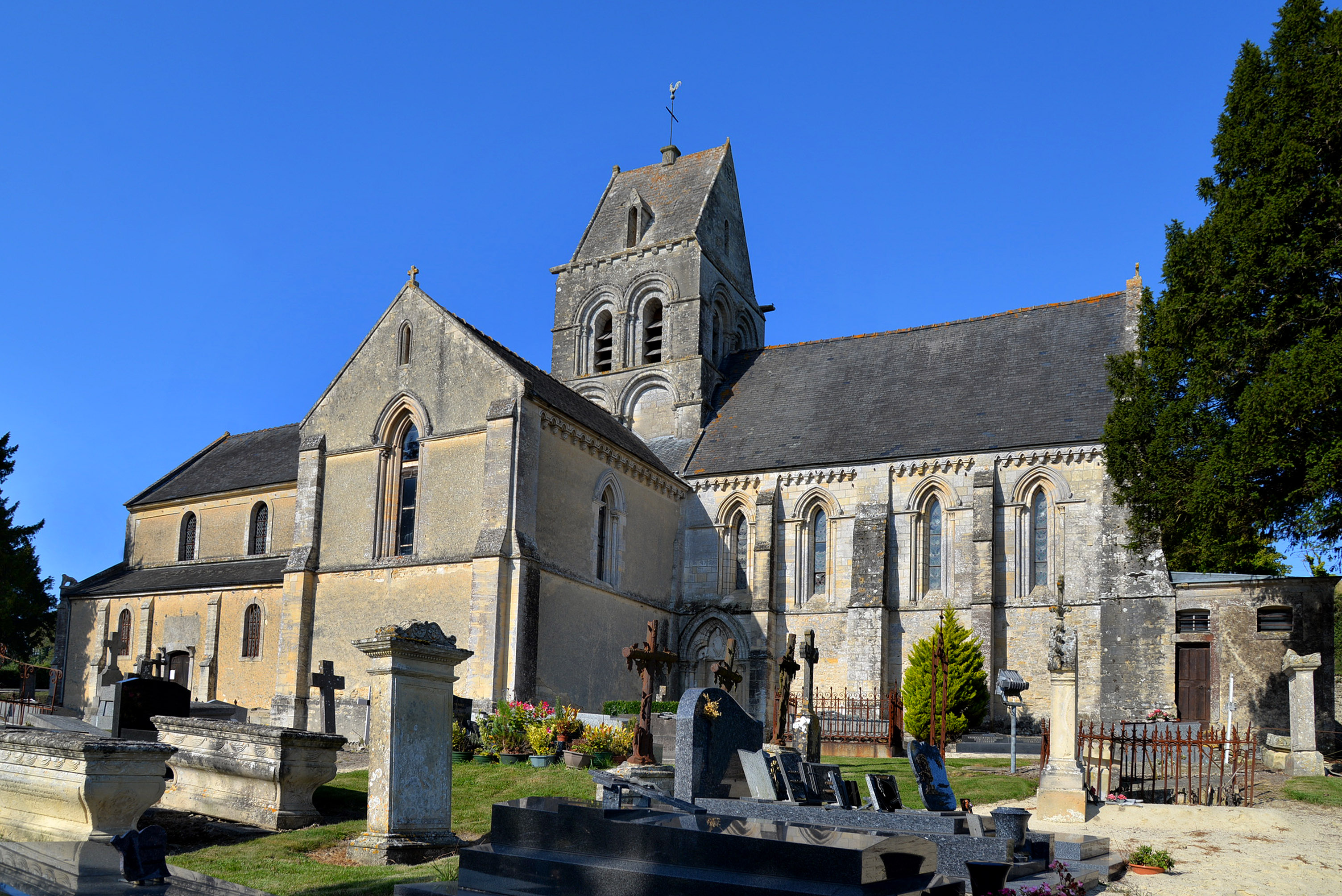
Vue sud-est.
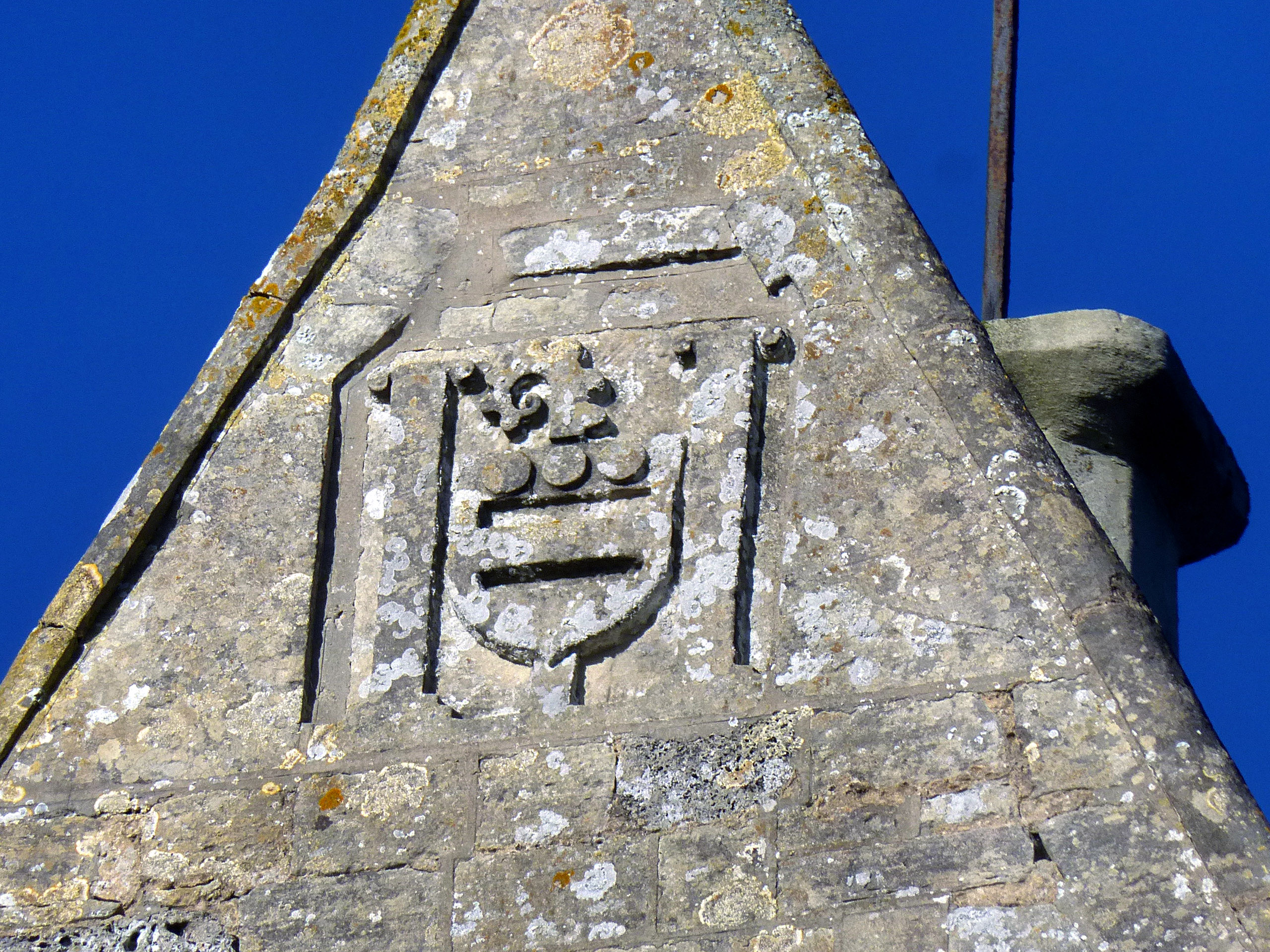
Armoiries de l'abbaye de Fécamp sur la tour de l'église.
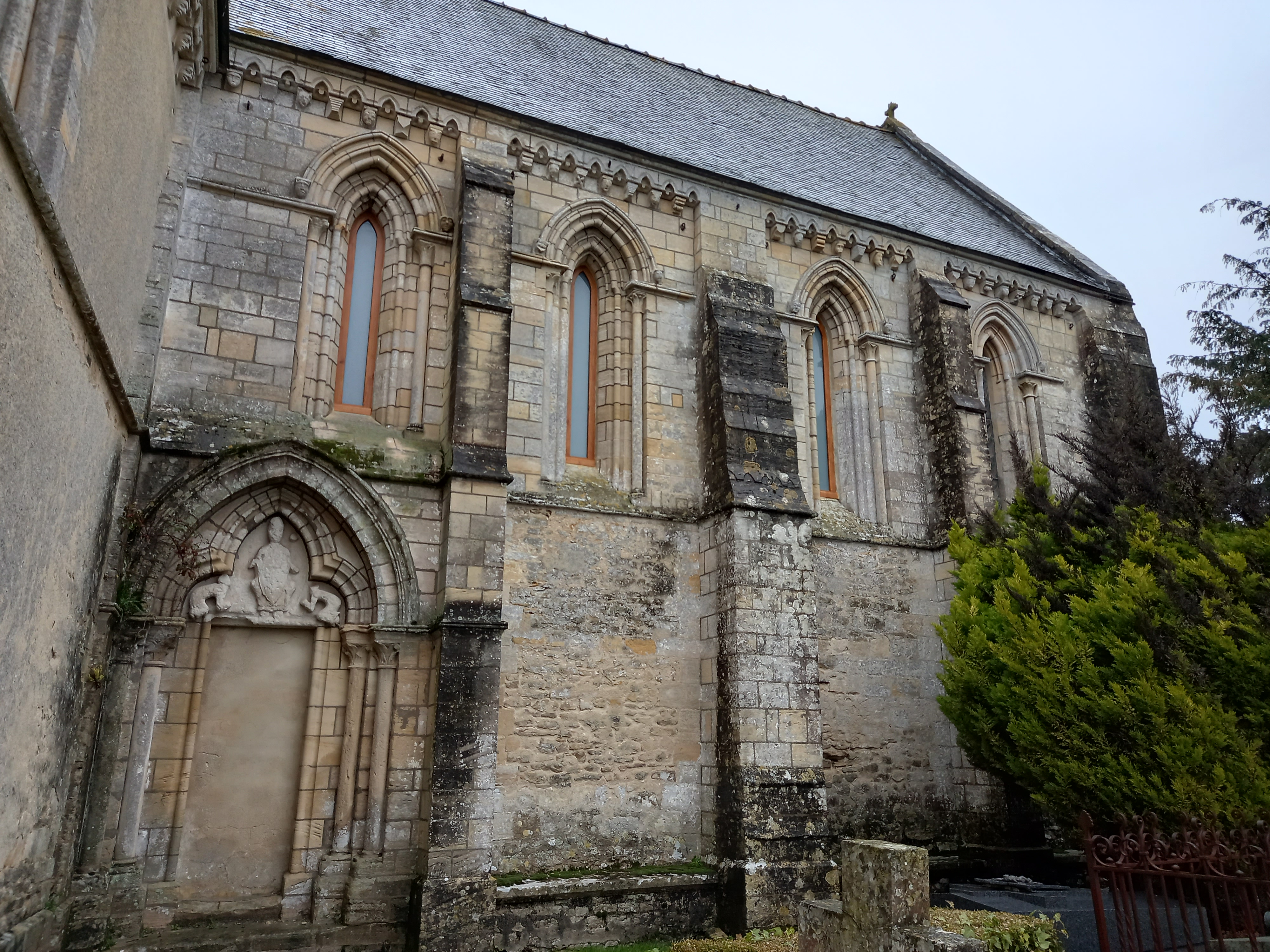
Face sud du choeur.
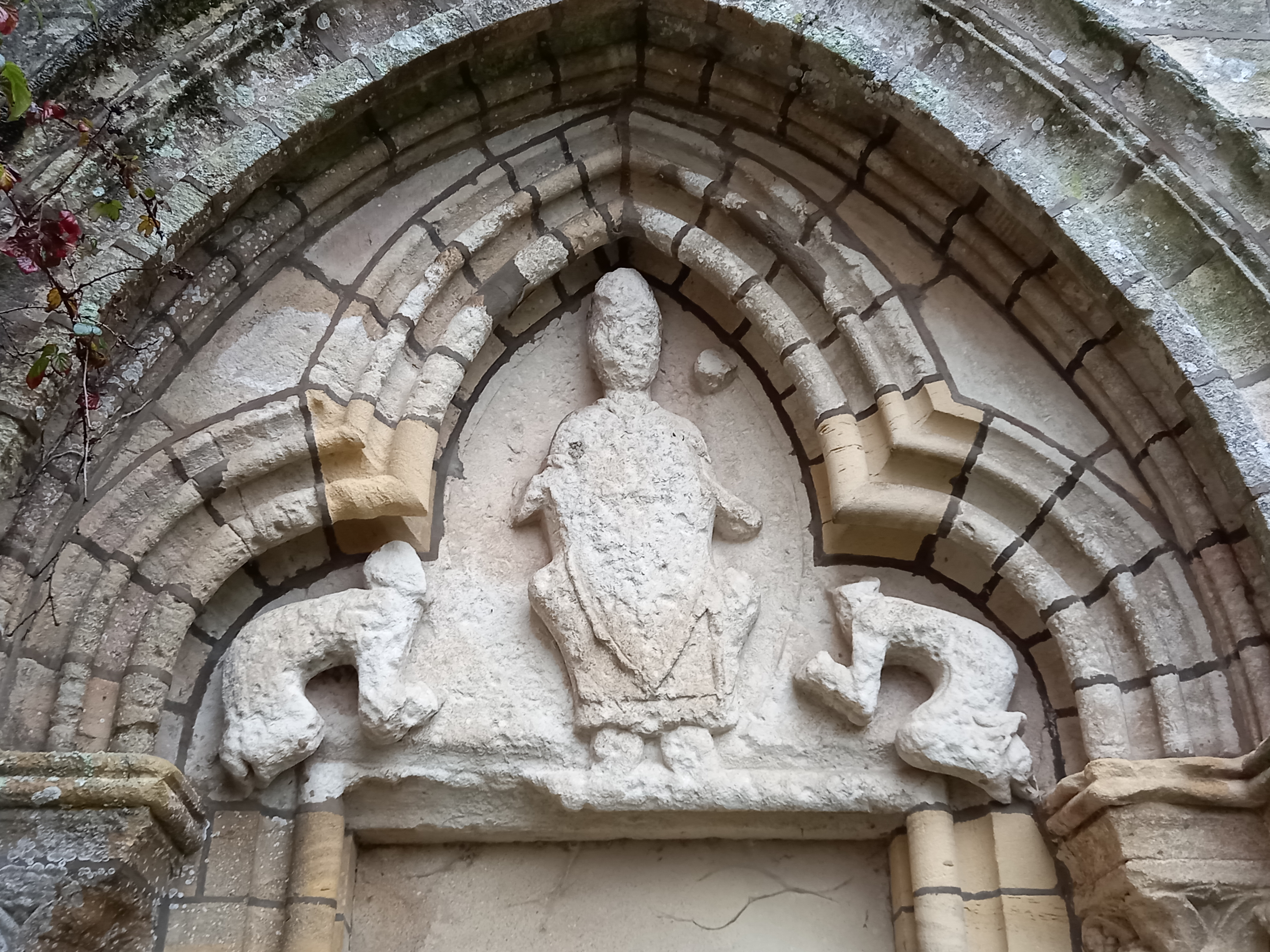
Saint Martin en évêque avec deux anges en adoration.
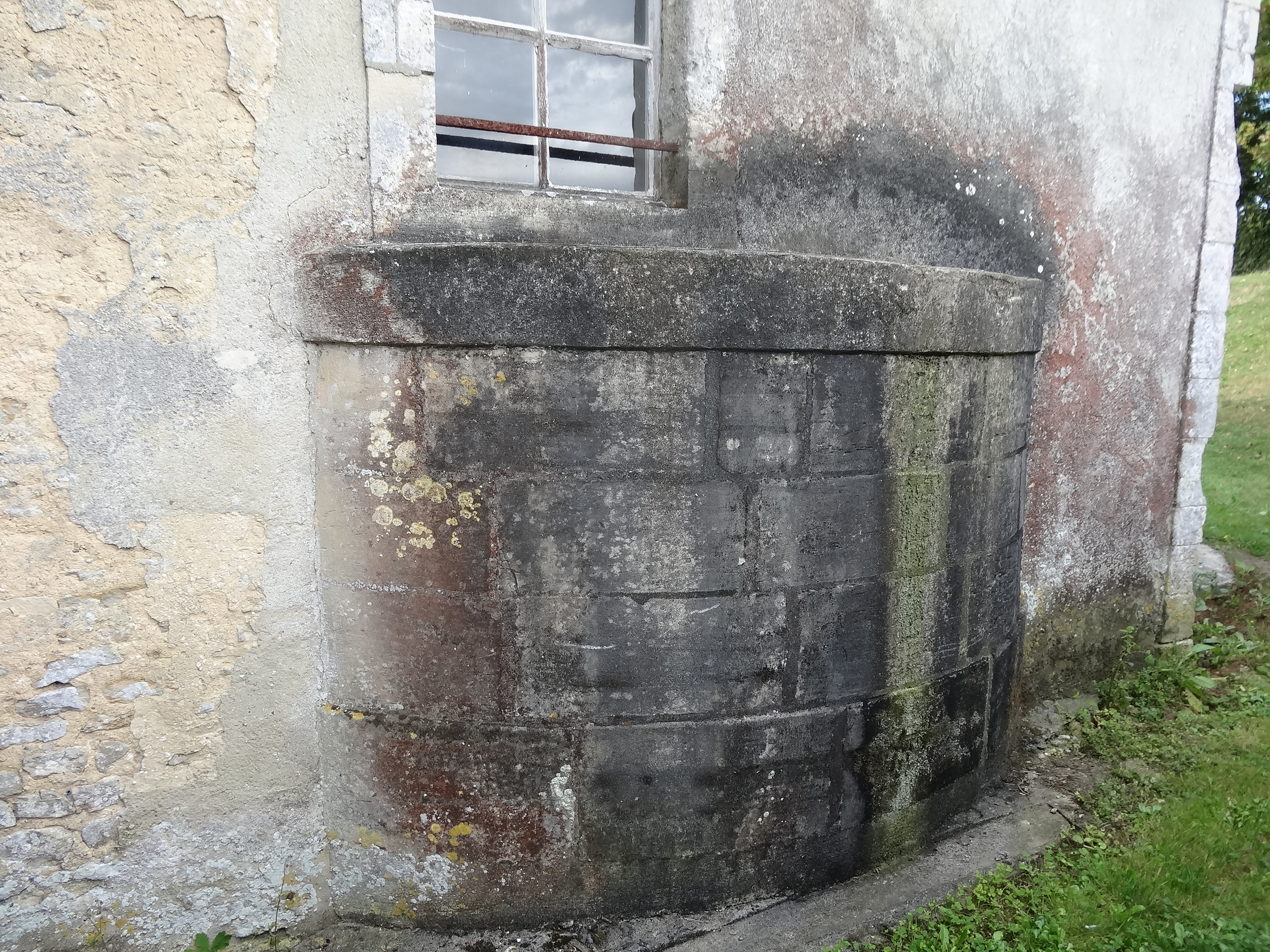
Excroissance pratiquée dans un mur de la sacristie pour loger le chapier.
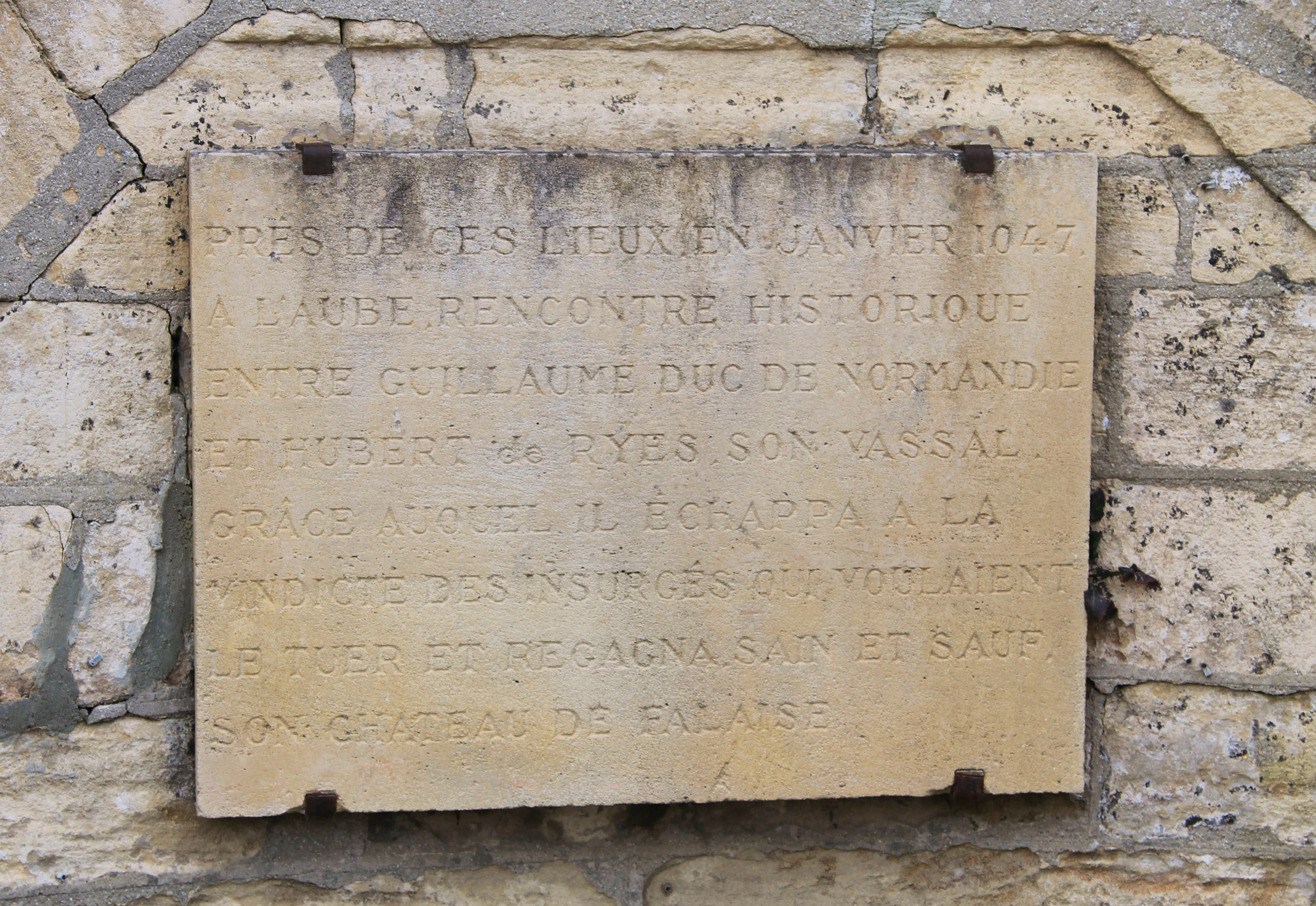
Plaque commémorant l'échappée de Guillaume Duc de Normandie.

### L'intérieur

#### La nef
Les archivoltes des grandes arcades en plein-cintre sont ornées de bâtons brisés surmontés par une rangée de billettes. Les chapiteaux des huit gros piliers cylindriques sont remarquables par leur caractère monumental et par leur ornementation. La plupart portent un décor uniquement géométrique de godrons de diverses sortesqui caractérisent le XIIe siècle. Quelques  animaux y sont figurés : chiens affrontés , quadrupède à la queue démesurée. Des scènes énigmatiques sont également représentées: humains assis en rang, homme entouré, peut-être assailli, par des serpents ou poissons et un quadrupède. Un chapiteau montre un personnage attaqué par deux animaux, scène souvent interprétée comme étant la représentation de Daniel dans la fosse aux lions.
Plusieurs chapiteaux présentent des figures à grandes moustaches, bien connues dans les sculptures romanes en Normandie qu'on retrouve aussi dans la crypte de la cathédrale de Bayeux. Tous ces chapiteaux ont une parenté évidente avec ceux de la Trinité de Caen.

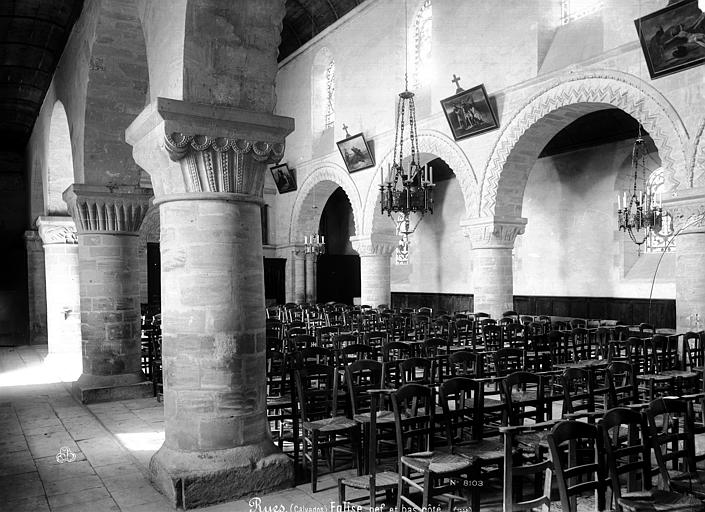
Intérieur de la nef
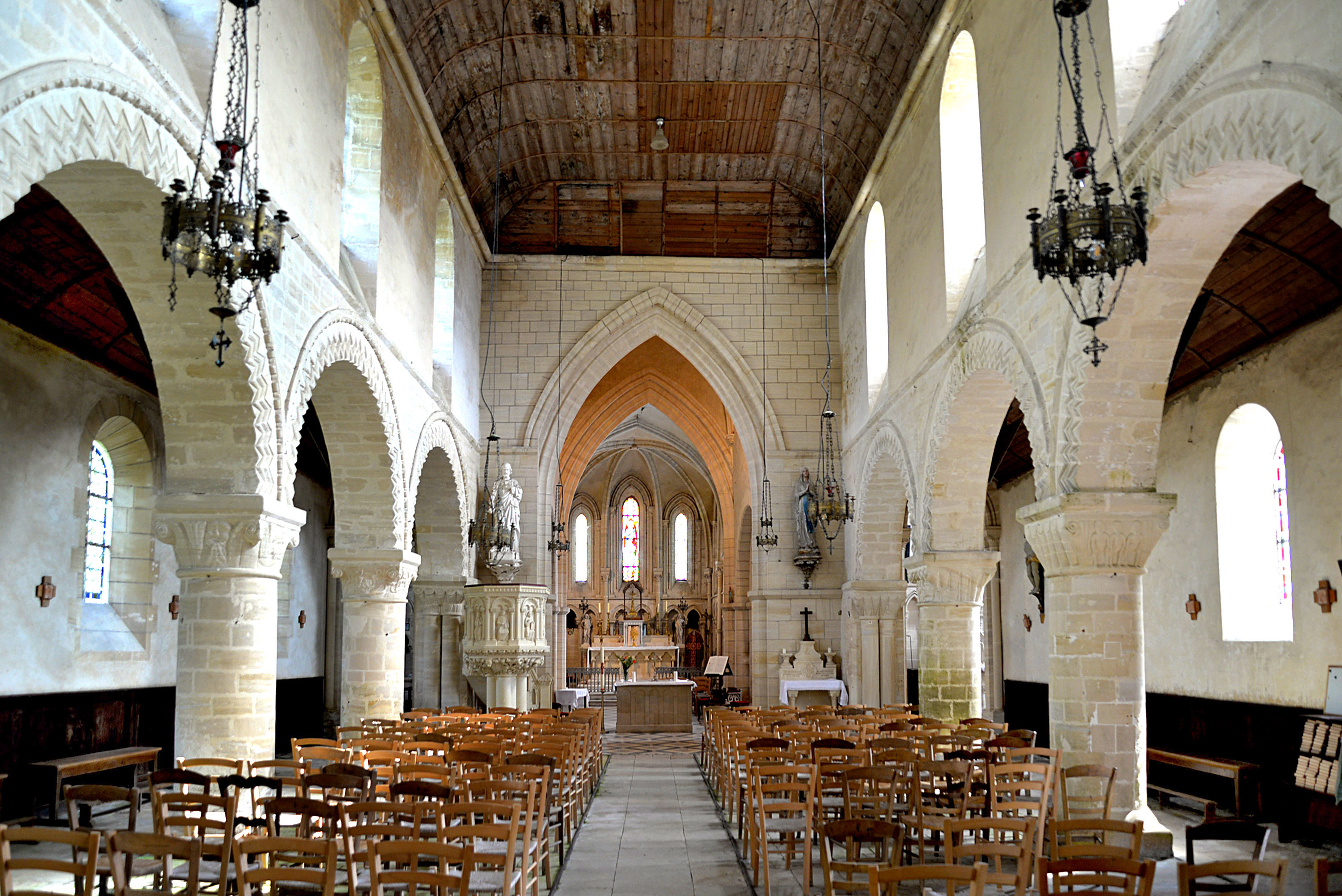
La nef.
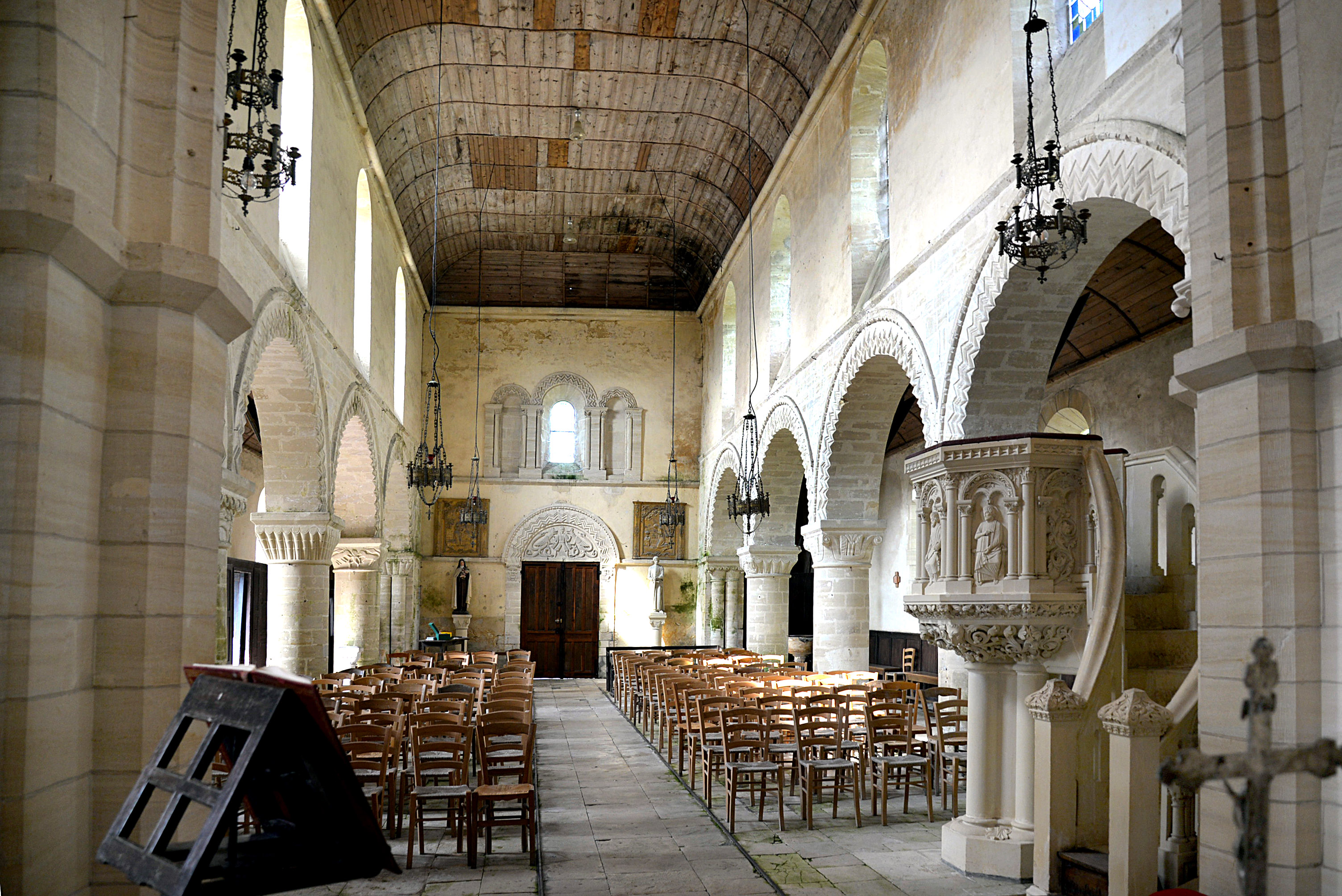
La nef vue depuis le chœur.
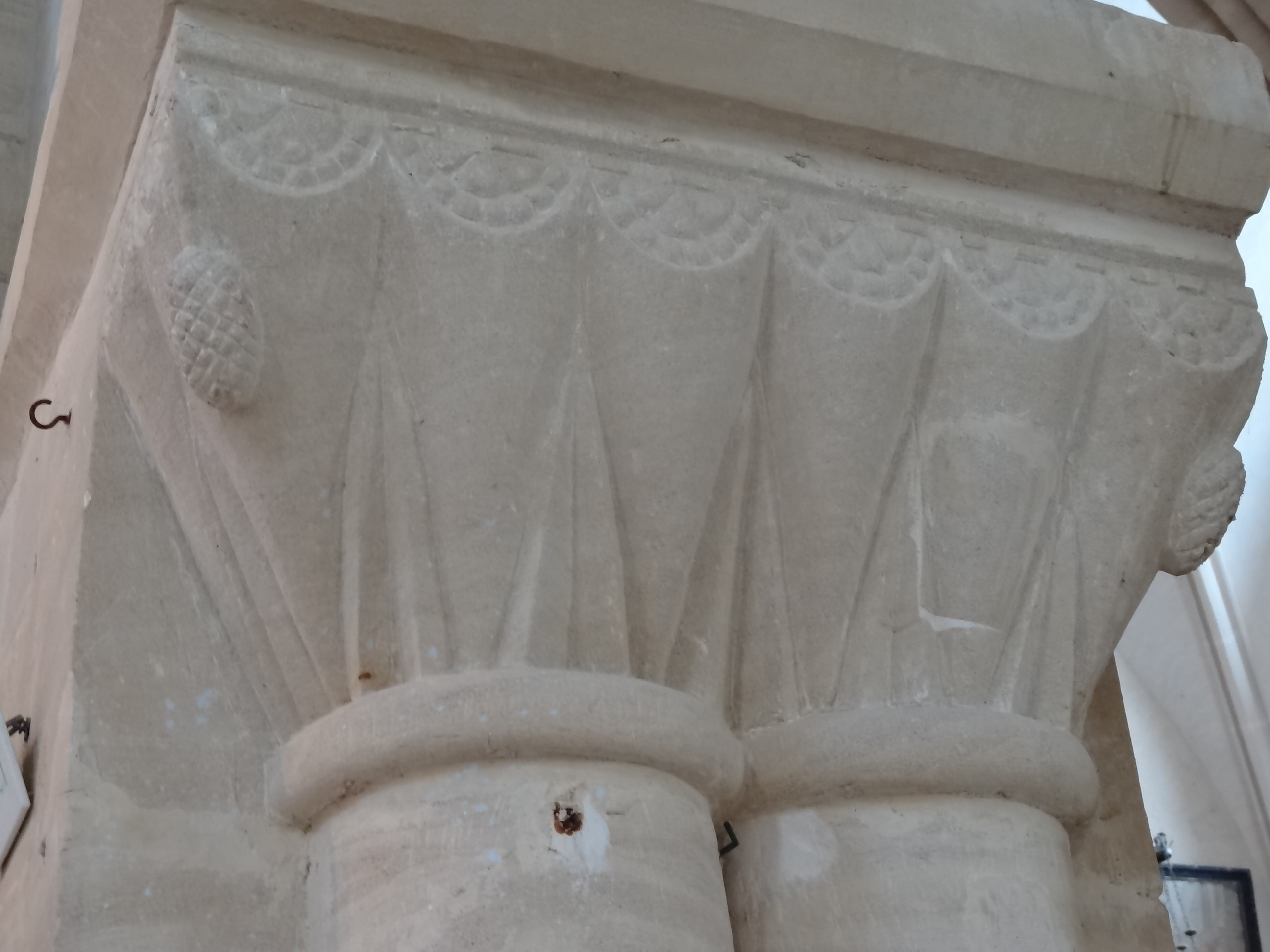
Godrons.
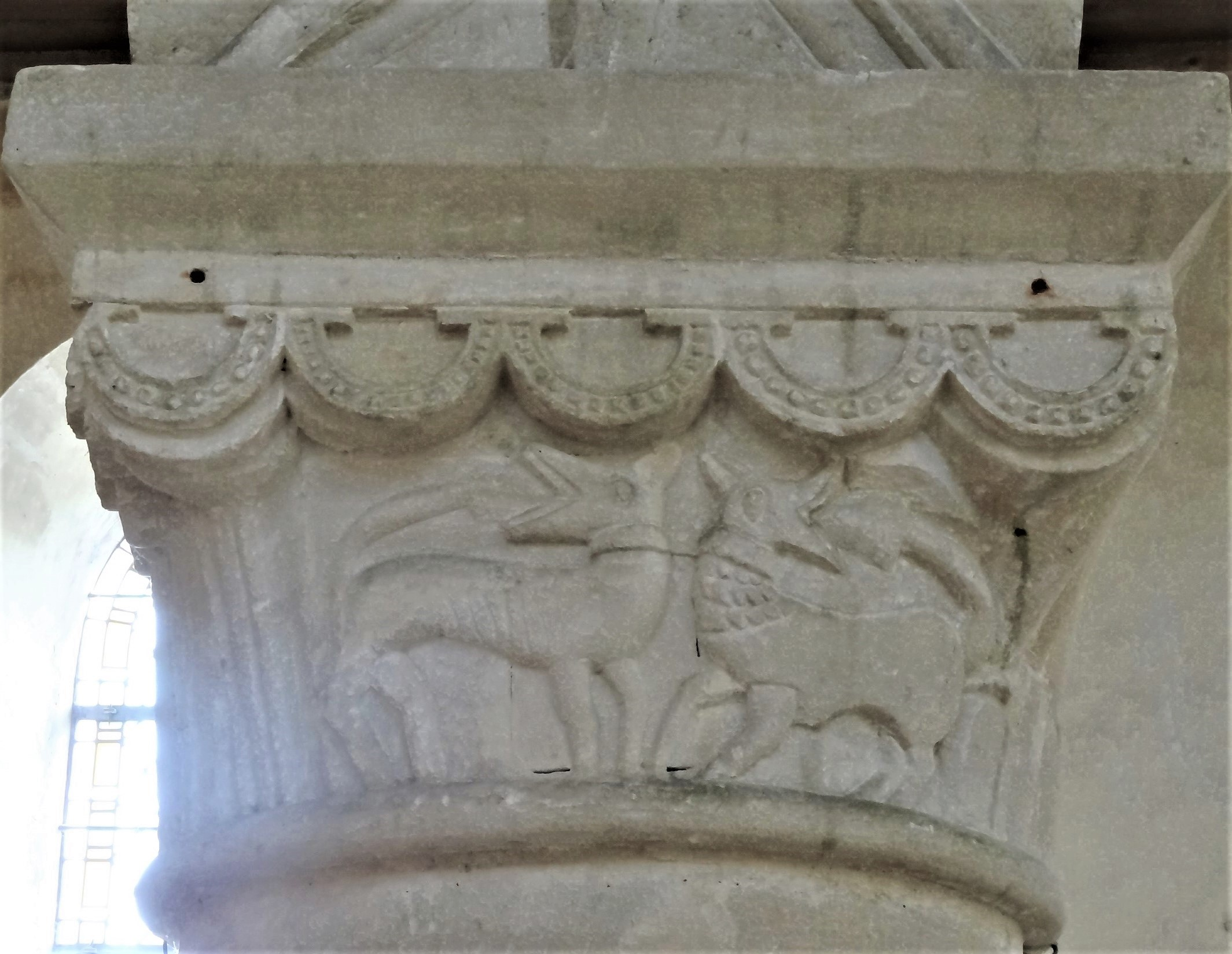
Chiens affrontés.
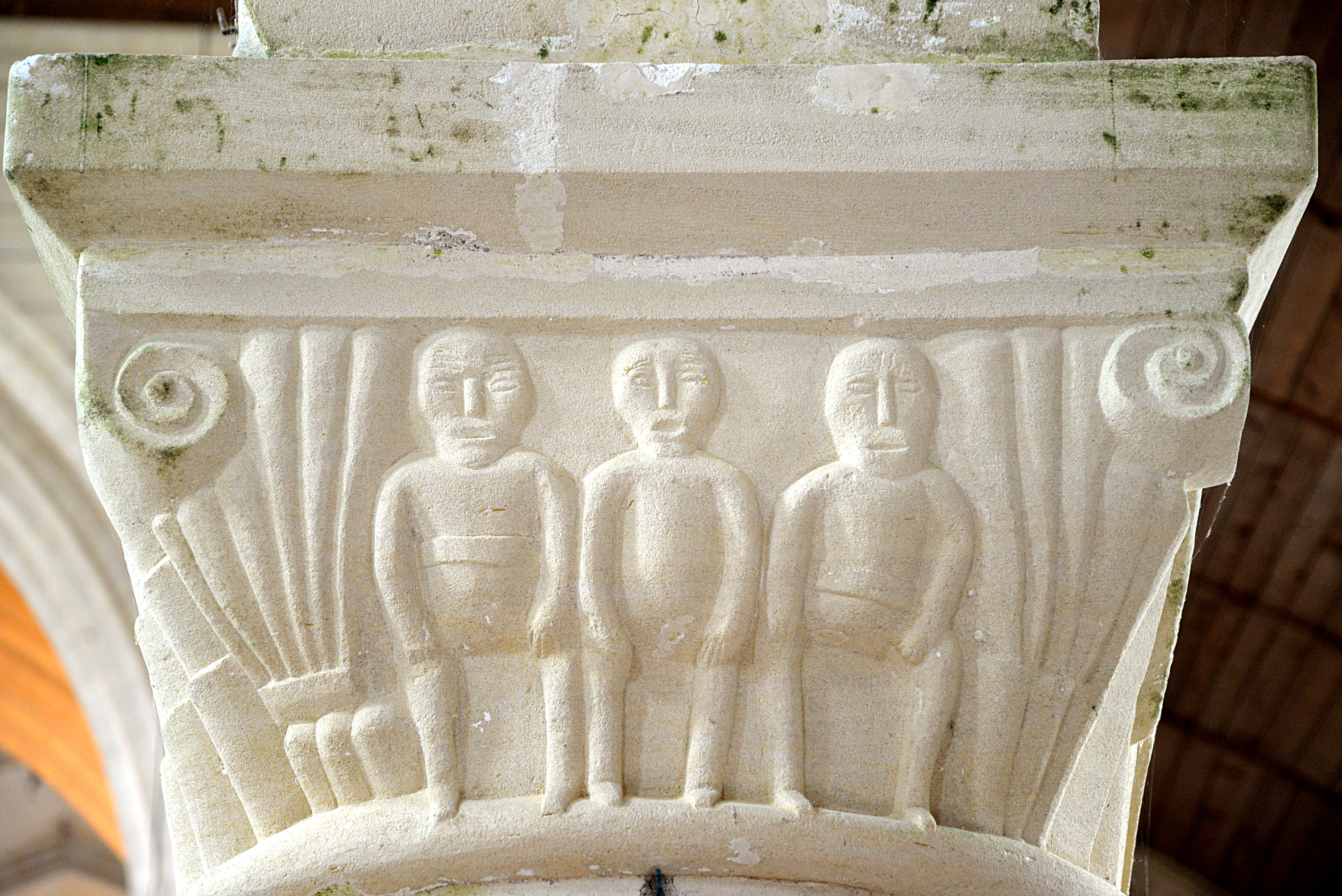
Trois personnages assis. Celui du milieu est nu, les deux autres portent une ceinture.
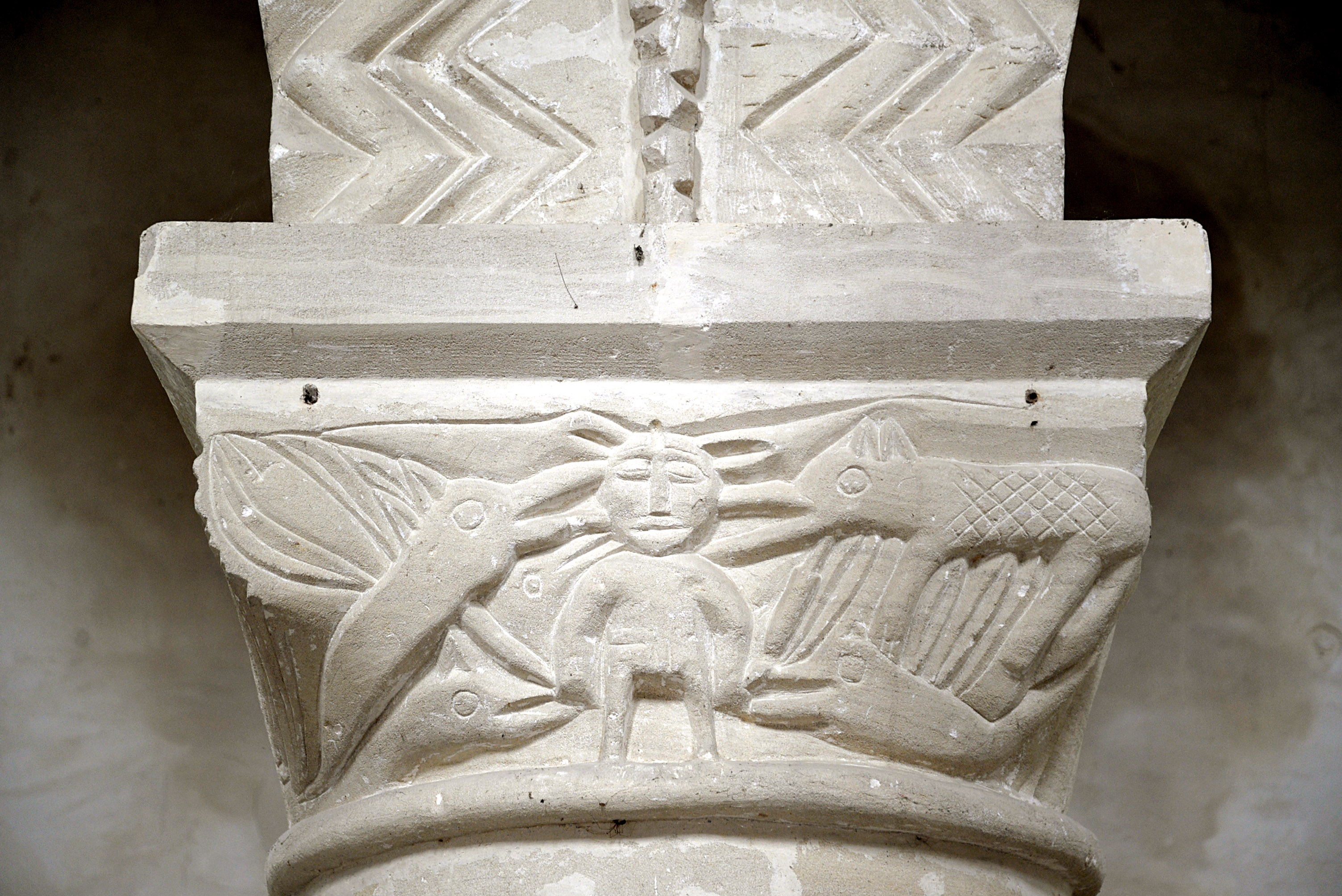
Homme attaqué par des animaux au nombre de sept.
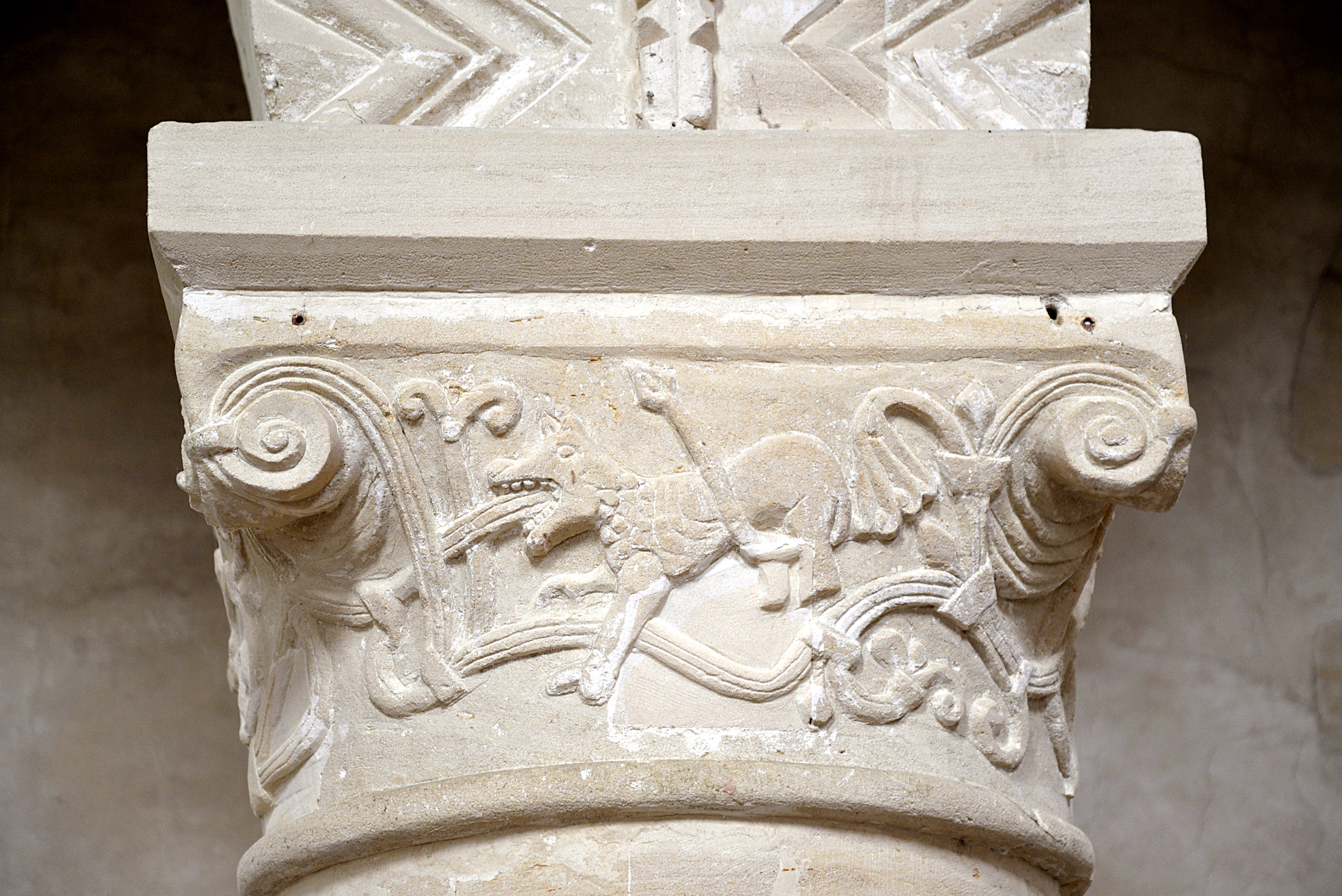
Lion dévorant des bandelettes.
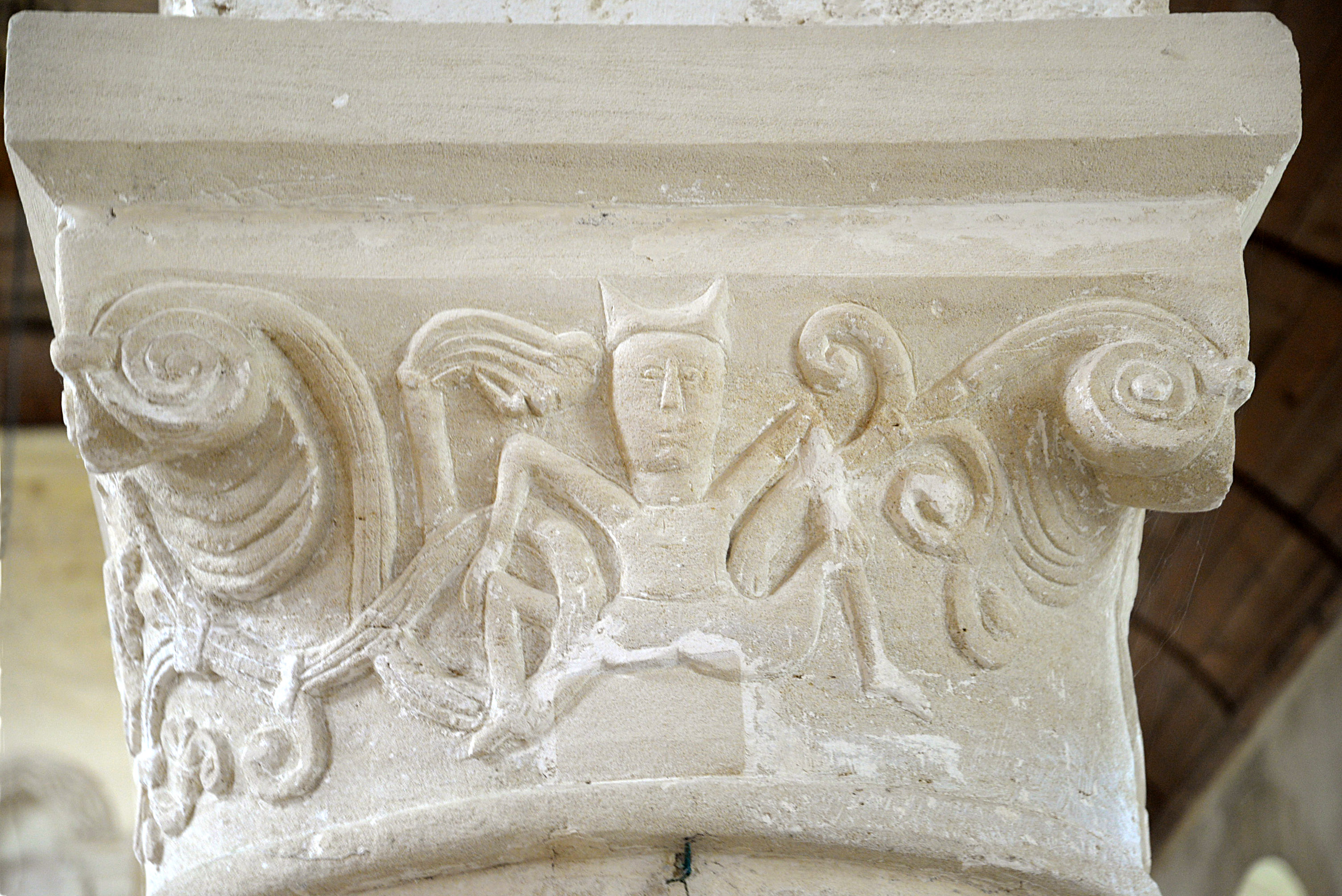
Personnage en position particulière qui porte un bonnet à deux pointes.
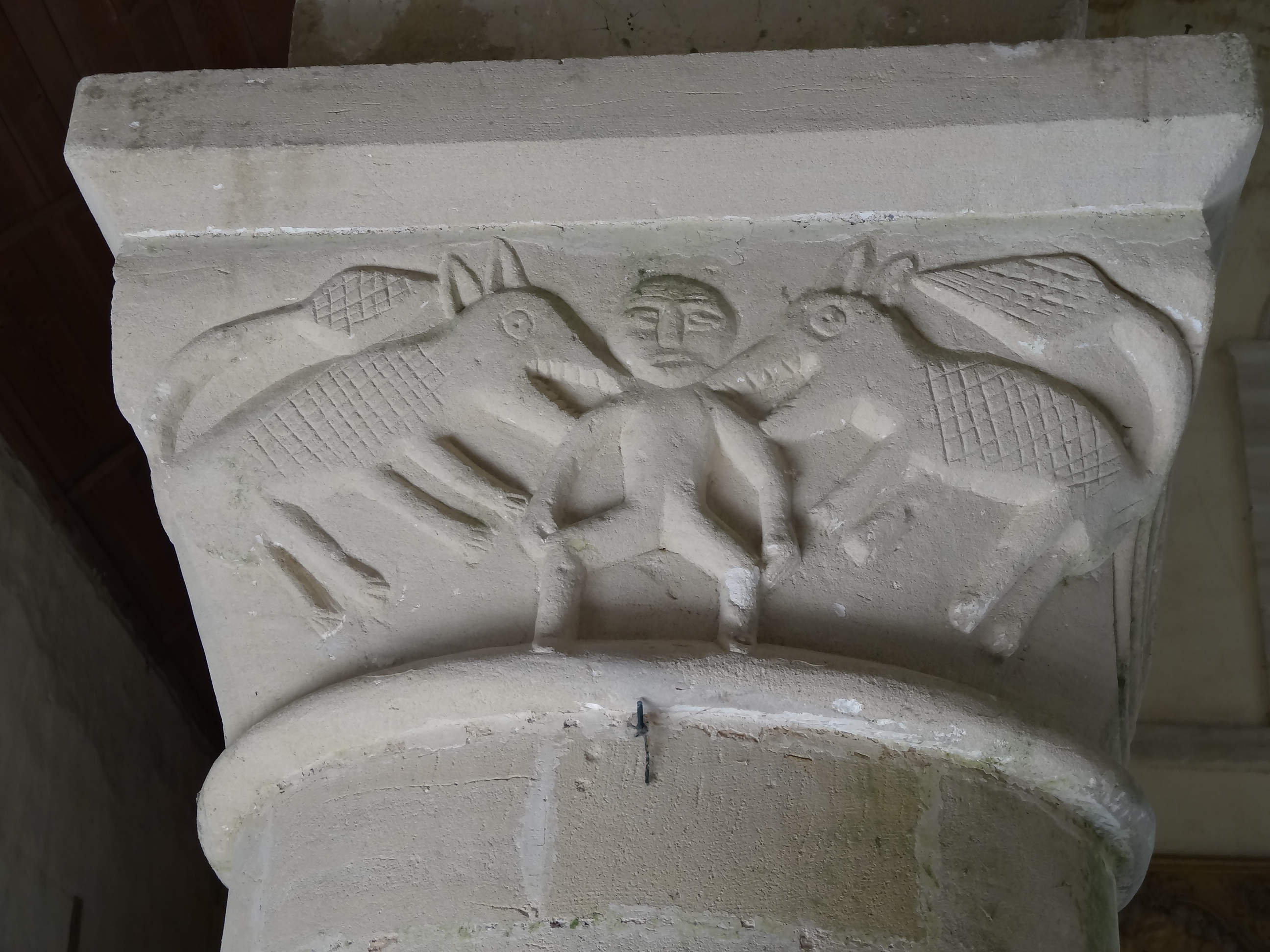
Daniel dans la fosse aux lions.
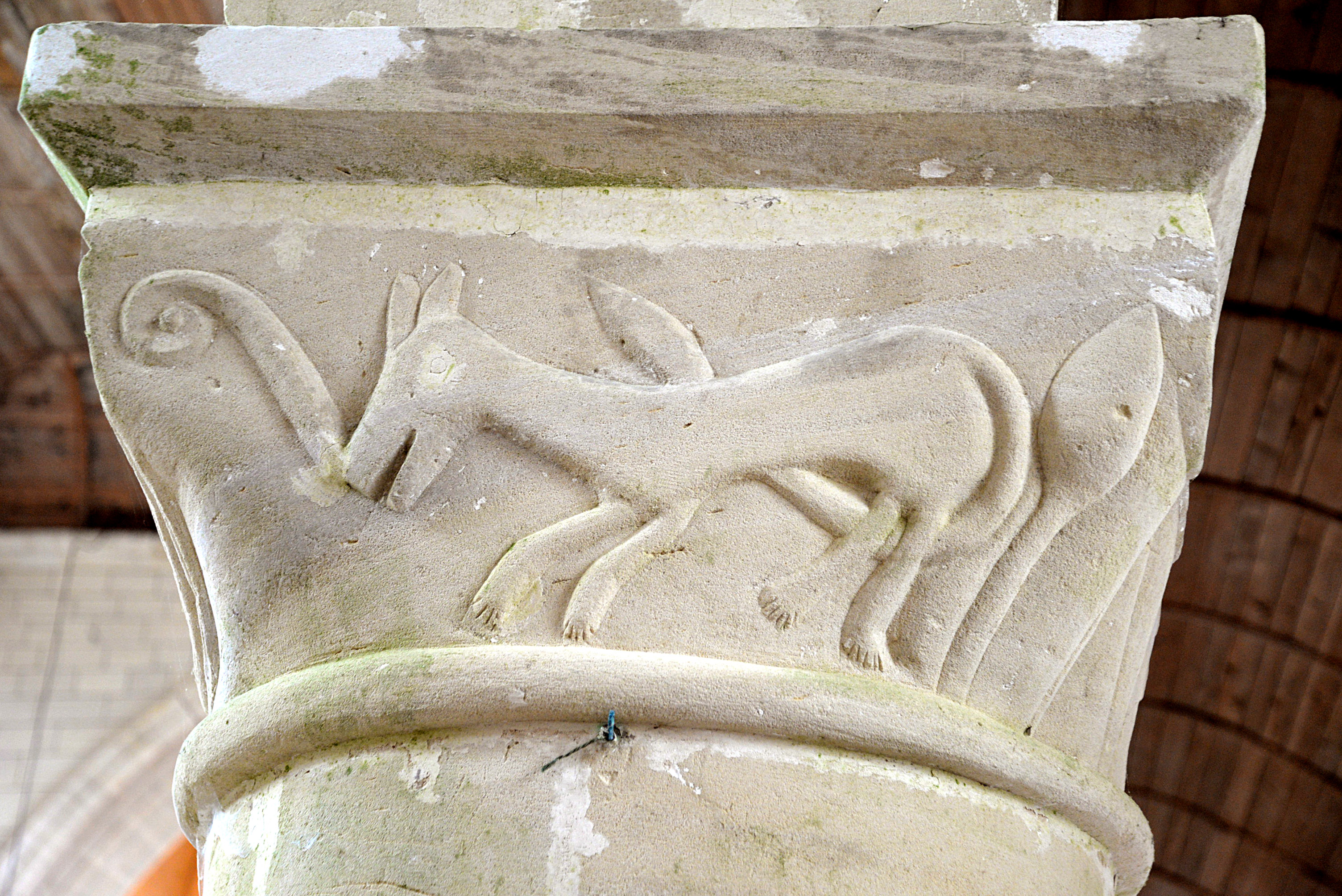
Animal pouvant représenter un chien ou un loup.
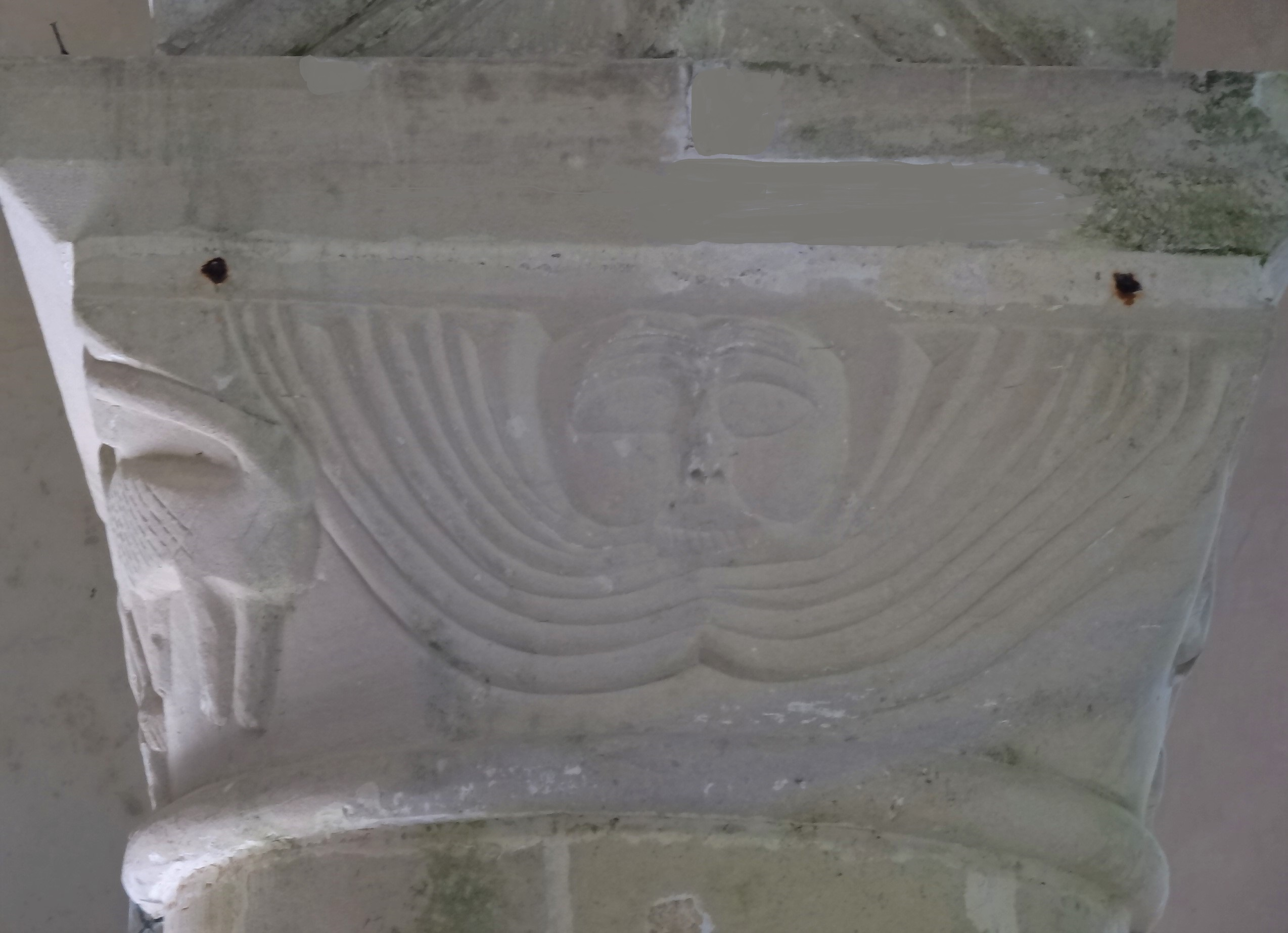
Masque à grandes moustaches.
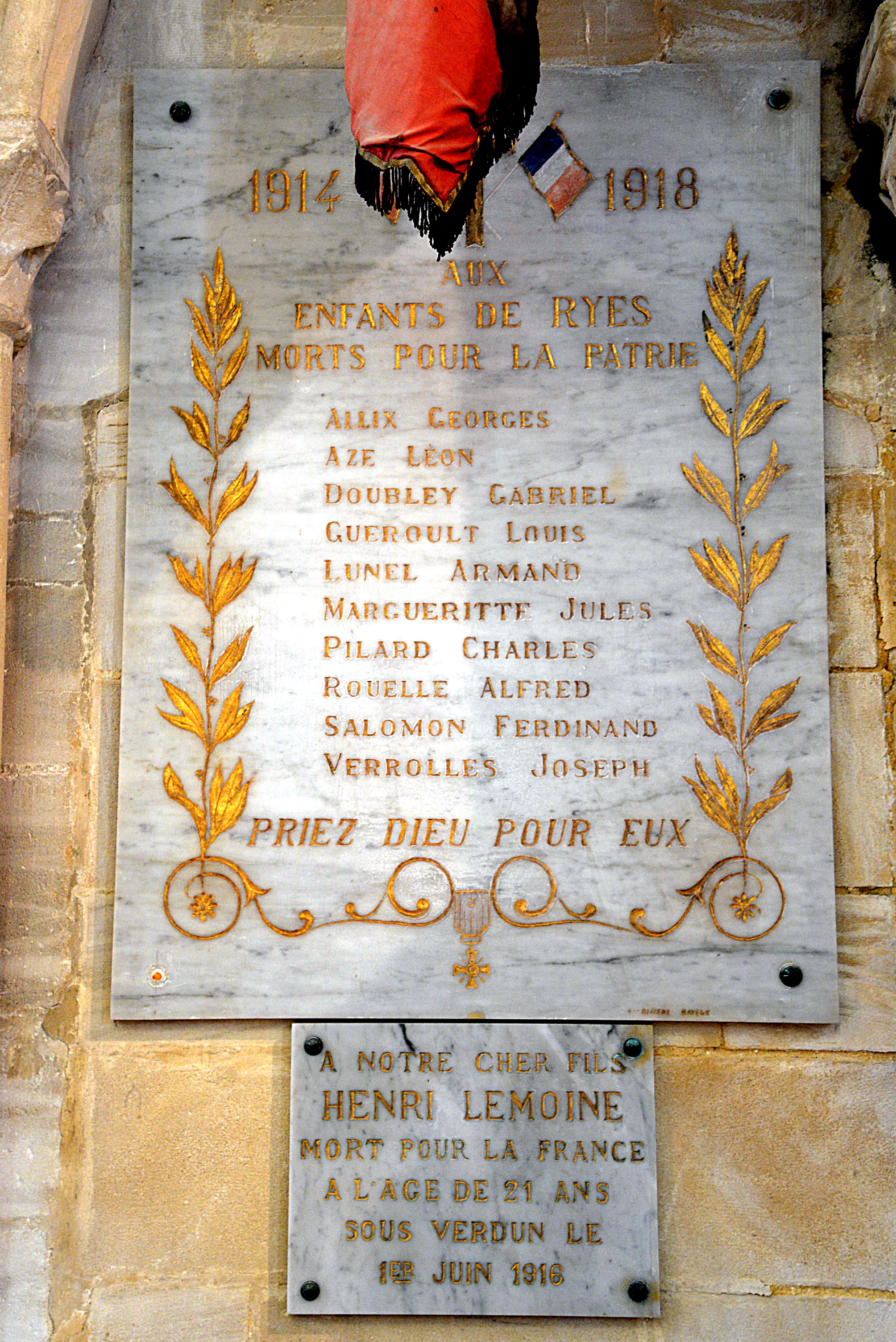
Plaques commémoratives 14-18.

#### Le chœur
Le chœur est éclairé par quatre fenêtres identiques disposées sur chacun des deux murs latéraux et par le  triplet du chevet. De fines colonnes couronnées d'élégants chapiteaux aux tailloirs carrés   soutiennent les quatre voûtes sexpartites en arc brisé. Sous les rangées de fenêtres ornées de plusieurs tores, des arcatures aveugles sont disposées tout autour du chœur. Le triplet est de nouveau visible depuis la démolition du toit de la sacristie au XIXe siècle.

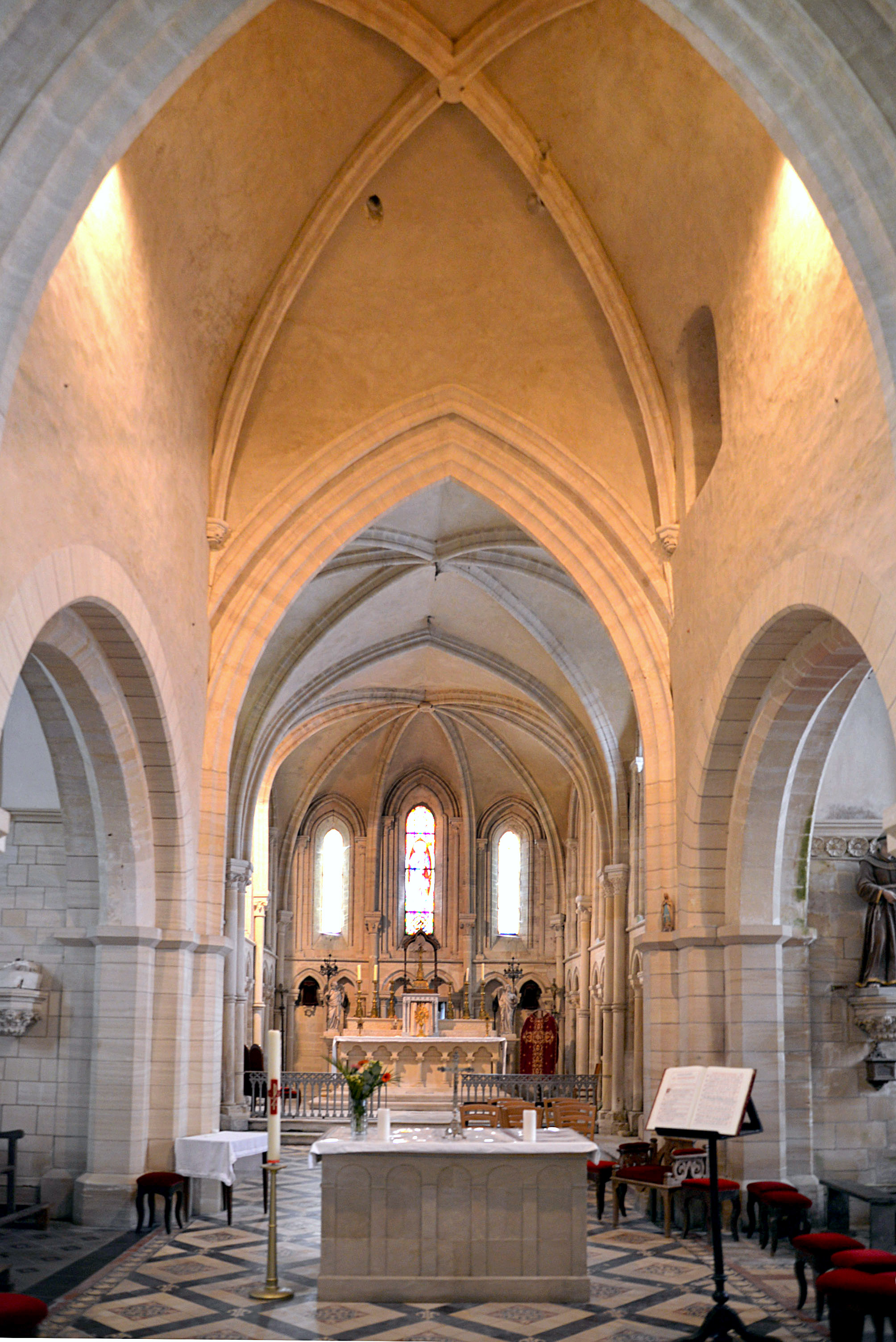
La croisée du transept et le chœur.
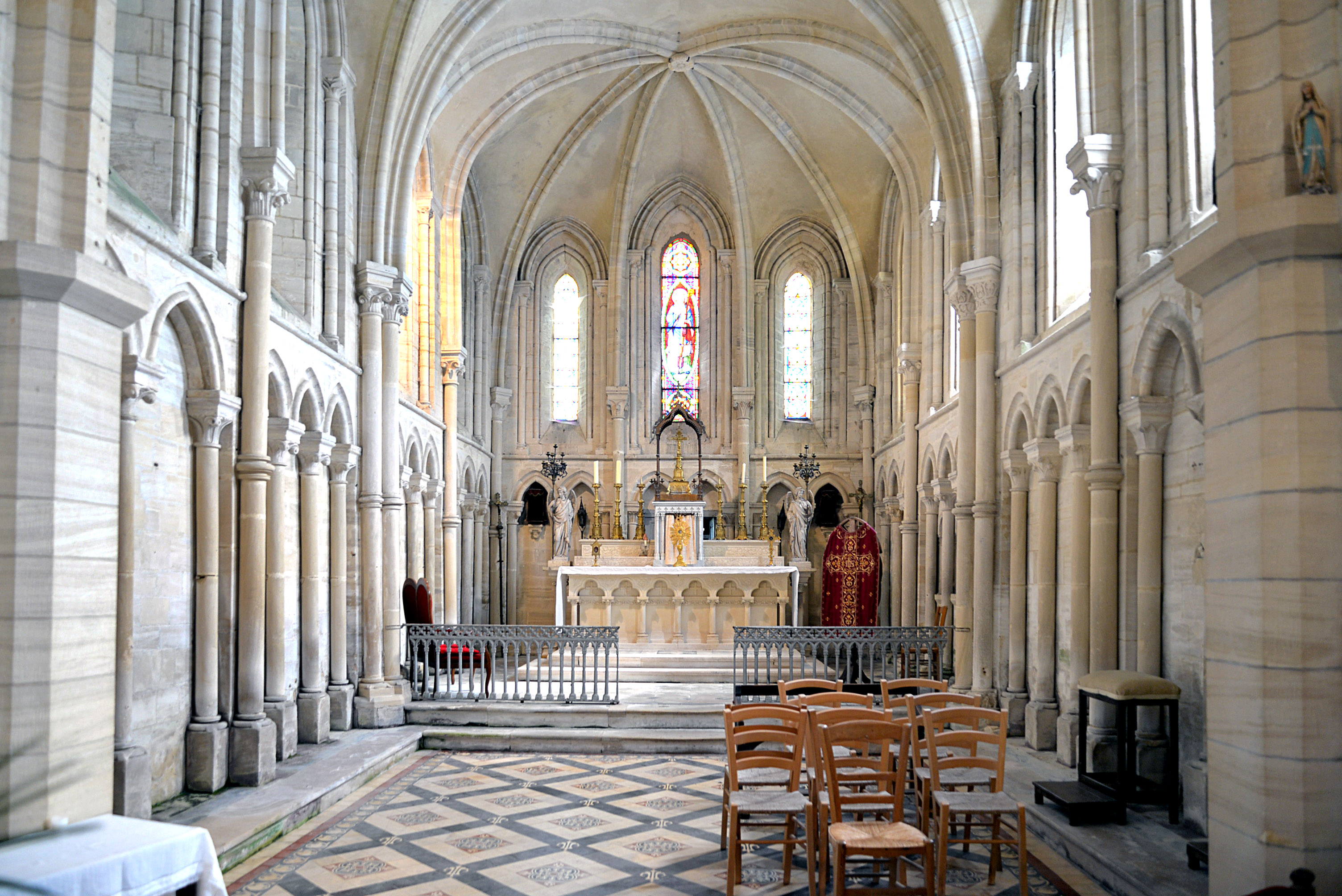
Le chœur.

### Le mobilier
Plusieurs éléments sont inscrits au titre d'objets (1985), notamment 2 tableaux Présentation au temple (XVIIe siècle), et L'Assomption de la Vierge (XVIIIe siècle), ainsi que deux bannières de procession.
Deux clôtures liturgiques représentent sainte Claire d'Assise et saint François d'Assise. Elles sont présentées accrochées au mur occidental de chaque côté du portail d'entrée.

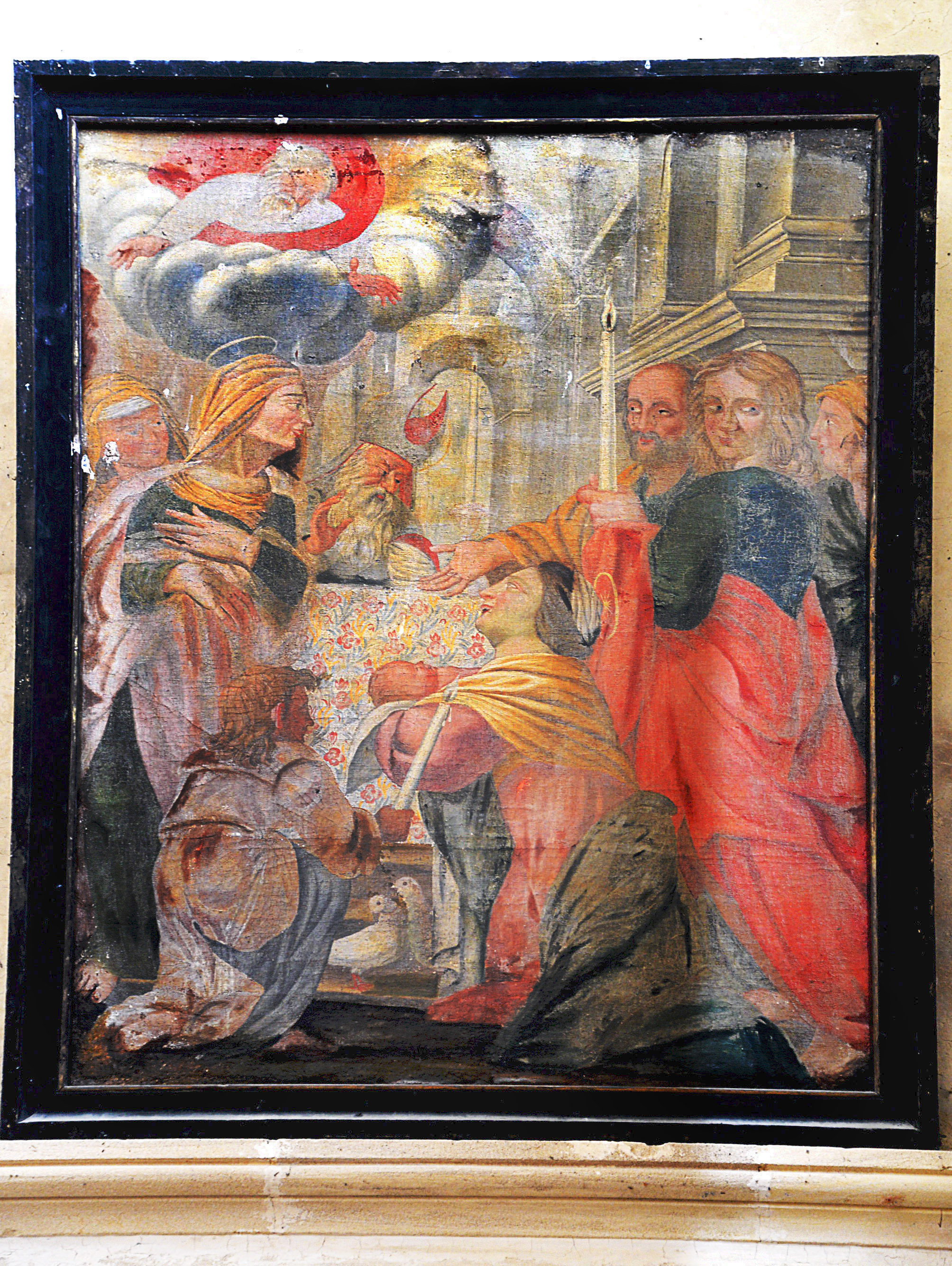
Tableau Présentation au temple.
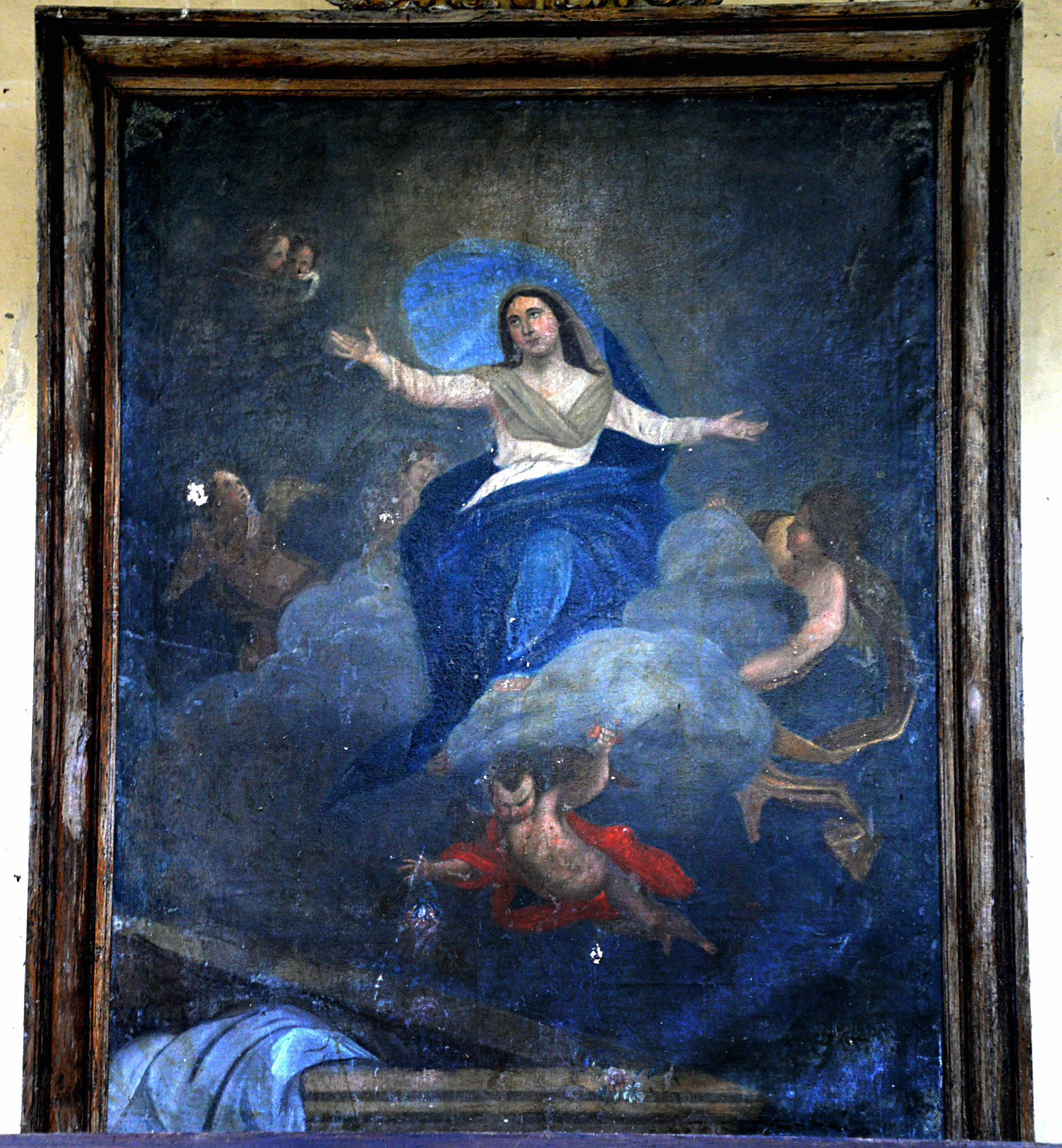
Tableau L'Assomption de la Vierge.
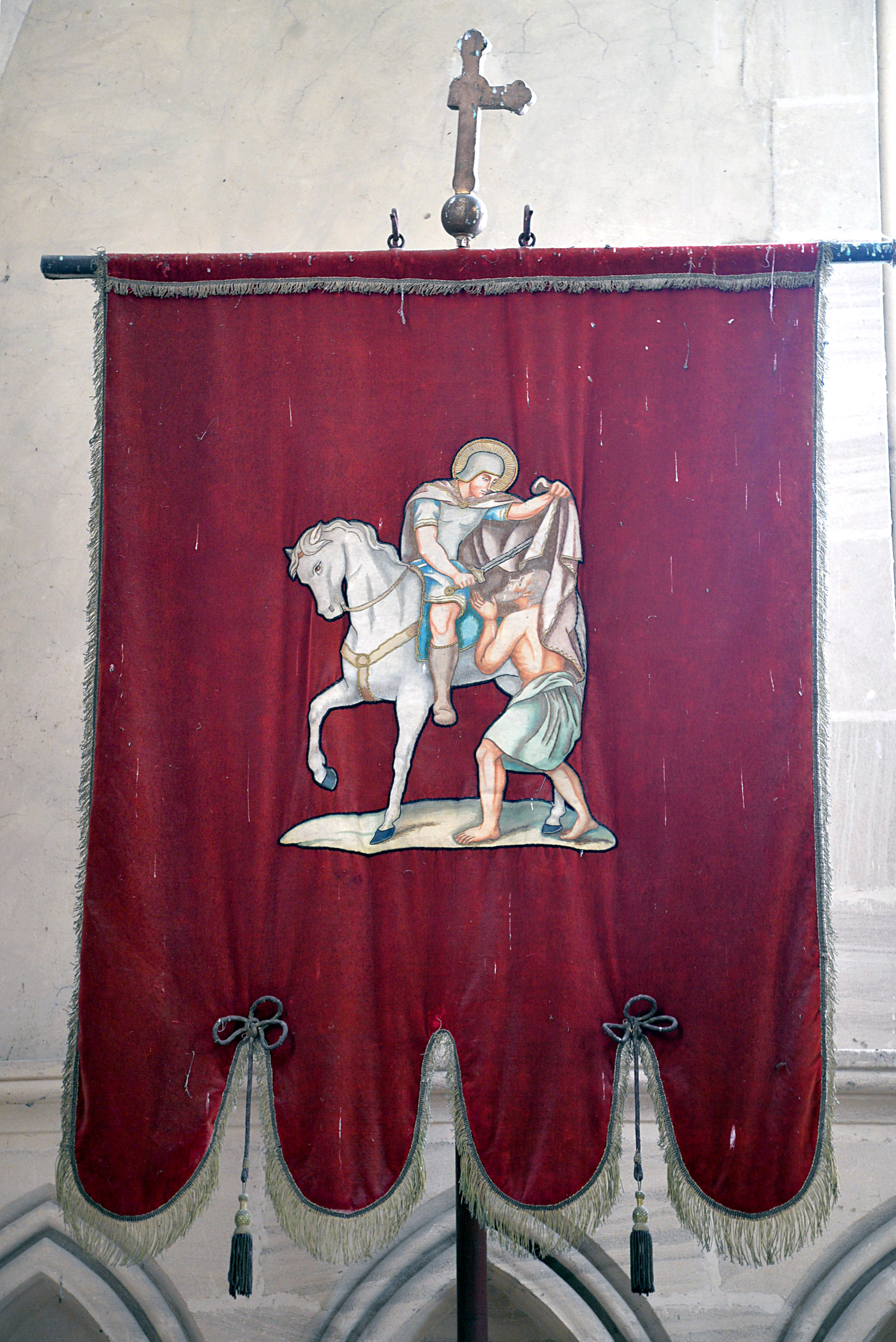
Bannière de procession Charité de saint Martin.
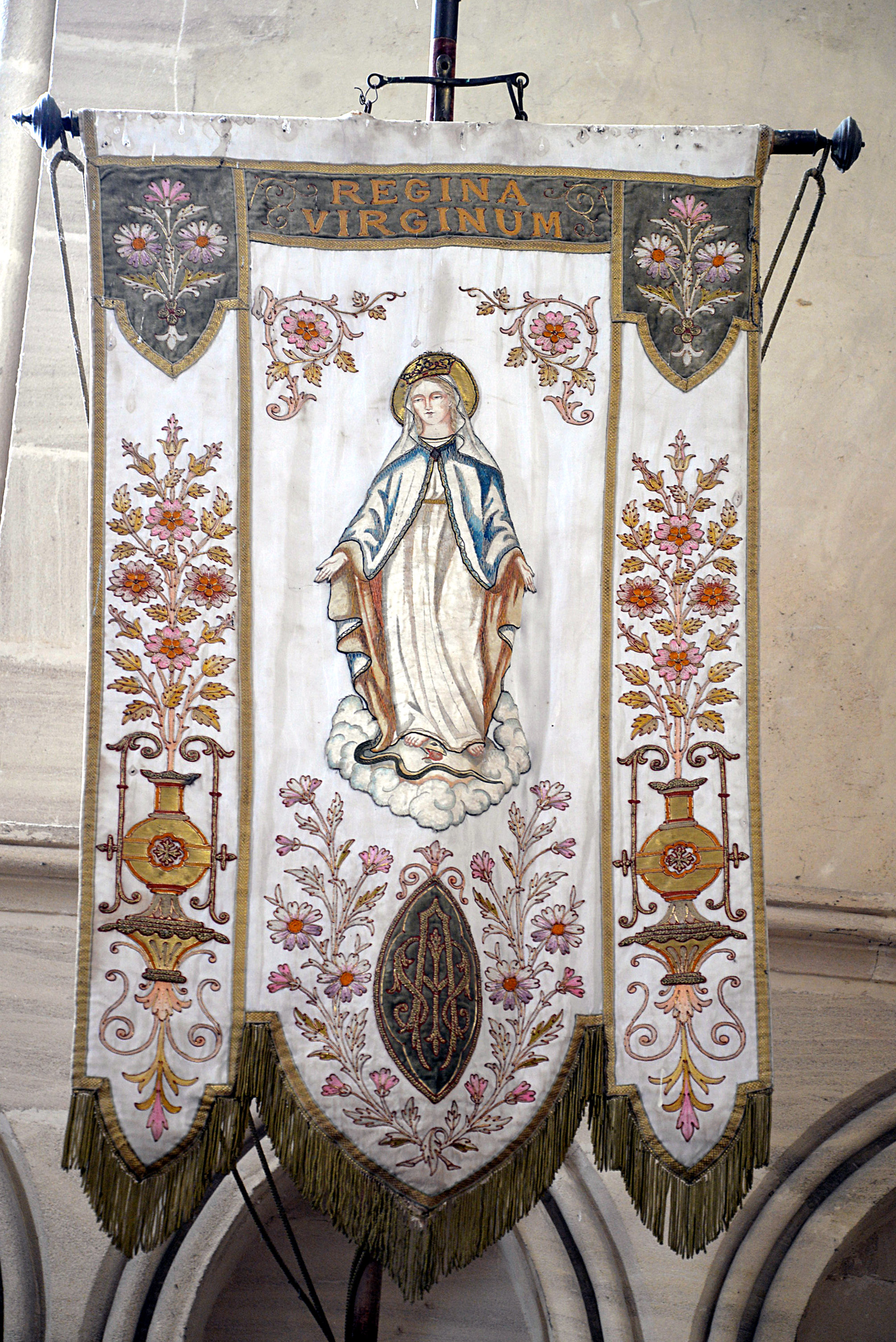
Bannière de procession de paroisse.
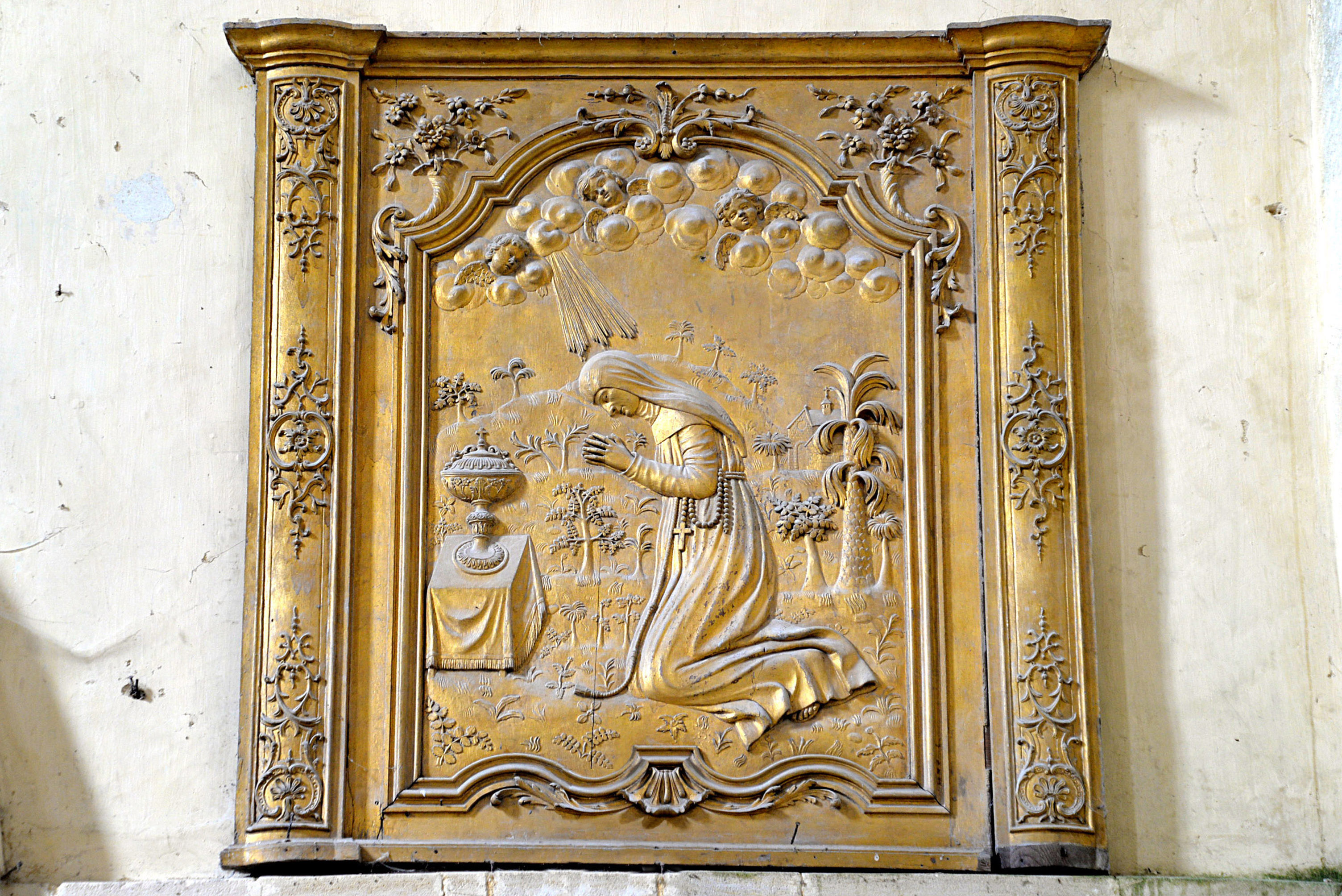
Clôture liturgique (sainte Claire d'Assise).
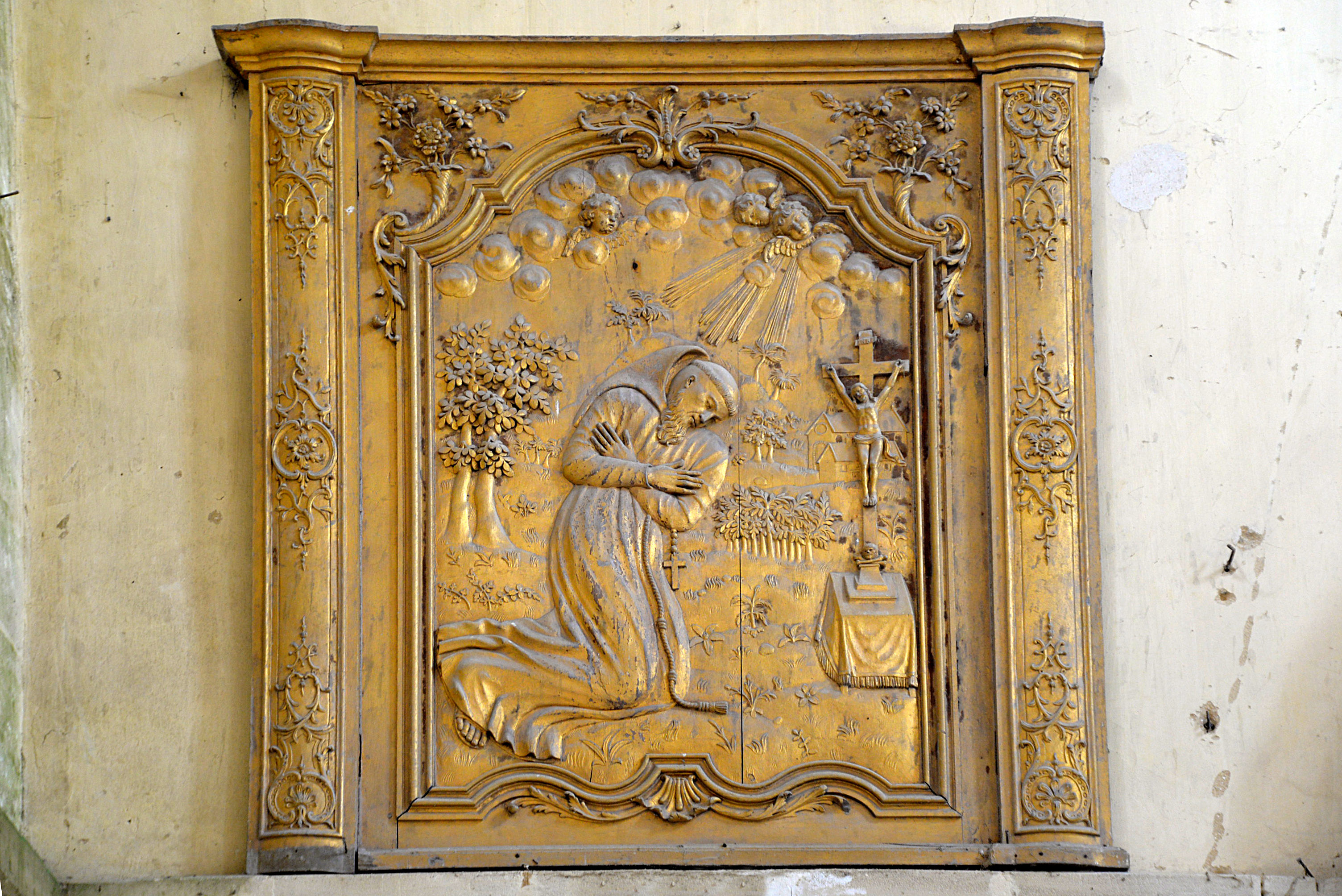
Clôture liturgique (saint François d'Assise).